# Варшава
Варша́ва (пол. Warszawa), офіційно столичне місто Варшава (пол. miasto stołeczne Warszawa) — столиця Польщі з 1596 року, порт на річці Вісла, адміністративний центр Мазовецького воєводства. Місто є місцем розташування центральних органів влади Республіки Польща, іноземних місій, штаб-квартир значної кількості підприємств та громадських об'єднань, що працюють в Польщі.
Варшава з населенням 1 860 281 жителів є найбільшим містом Польщі й утворює другу найбільшу агломерацію в країні (після Катовицької конурбації).
Розвинені машинобудування (автобудування, електротехнічне та ін.), металообробка і металургія, хімічна, парфумерна, поліграфічна, легка промисловість. Університет (1818). Національний музей (з музеєм Дуніковського), археологічний музей. «Театр Велькі», «Театр Польскі», «Театр народови» та ін. У місті щороку проходить міжнародний музичний фестиваль «Варшавська осінь» (з 1956).
Перші поселення на території сучасної Варшави відносять до X століття. На початку XV—XVI століть столиця Мазовецького князівства, в XVI — початку XIX століть — всієї Польщі, в 1807—13 роках — Варшавського князівства, з 1815 р. — Королівства Польського (у складі Російської імперії). Після сильних руйнацій під час 2-ї світової війни відновлені: Старе місто, королівський замок XVI—XVII століть, багато костелів, палаци та парки; ансамбль Маршалковської вулиці (1960-ті рр.). Історичний центр Варшави належить до списку Світової спадщини ЮНЕСКО.

## Етимологія
За давнім польським правописом — Warszewa або Warszowa, означає «належить Варшу». Народна етимологія описує походження назви міста від імені рибалки Wars і його дружини Sawa. Фактично, Варш був дворянином у 12-му/13-му сторіччях, який володів селом, розміщеним по сусідству з сучасним Маріенштатом.
Офіційне міське ім'я повністю — Столичне Місто Варшава (пол. Miasto Stołeczne Warszawa). За латиною Варшава пишеться як Varsovia. Уродженець, або мешканець Варшави є Varsovian (Варшав'янин).

## Географія

### Розташування
Варшава лежить на березі Вісли, в Мазовецькій низовині. Середня висота території міста — 100 метрів над рівнем моря, хоча є деякі пагорби (здебільшого штучні), розміщені в межах міста.

### Адміністративний поділ
З 2002 року Варшава є гміною, що має статус міського повіту у Мазовецькому воєводстві. Місто ділиться на 18 районів (пол. dzielnica):
- Беляни (Bielany)
- Бемово (Bemowo)
- Бялоленка (Białołęka)
- Вавер (Wawer)
- Весола (Wesoła)
- Вілянув (Wilanów)
- Влохи (Włochy)
- Воля (Wola)
- Жолібож (Żoliborz)
- Мокотув (Mokotów)
- Охота (Ochota)
- Прага-Полуднє (Praga-Południe)
- Прага-Пулноц (Praga-Północ)
- Рембертув (Rembertów)
- Середмістя (Śródmieście)
- Таргувек (Targówek)
- Урсинув (Ursynów)
- Урсус (Ursus)

### Клімат
Клімат Варшави є вологий континентальний. Середня температура −2 °C у січні та 18 °C у липні. Температура, може досягати 30 °C влітку. Щорічні середні кількості опадів 680 мм, найбільш дощовий місяць — липень.
| Клімат Варшава          | Клімат Варшава | Клімат Варшава | Клімат Варшава | Клімат Варшава | Клімат Варшава | Клімат Варшава | Клімат Варшава | Клімат Варшава | Клімат Варшава | Клімат Варшава | Клімат Варшава | Клімат Варшава | Клімат Варшава |
| Показник                | Січ.           | Лют.           | Бер.           | Квіт.          | Трав.          | Черв.          | Лип.           | Серп.          | Вер.           | Жовт.          | Лист.          | Груд.          | Рік            |
| Абсолютний максимум, °C | 12,5           | 15,9           | 23,3           | 29,1           | 32,7           | 34,8           | 36,0           | 36,4           | 33,0           | 26,1           | 19,3           | 16,1           | 36,4           |
| Середній максимум, °C   | 0,1            | 0,9            | 4,7            | 12,2           | 19,4           | 21,7           | 23,8           | 23,0           | 18,3           | 12,9           | 5,0            | 2,1            | 12,0           |
| Середня температура, °C | −3             | −2,3           | 1,7            | 8,2            | 14,0           | 17,6           | 19,3           | 18,3           | 14,0           | 8,2            | 2,9            | −0,5           | 8,2            |
| Середній мінімум, °C    | −6,1           | −5,5           | −1,3           | 4,2            | 8,6            | 13,5           | 14,8           | 13,6           | 9,7            | 3,5            | 0,8            | −3,1           | 4,4            |
| Абсолютний мінімум, °C  | −30,7          | −30,4          | −23,5          | −10,1          | −3,6           | 0,3            | 4,2            | 2,0            | −4,7           | −9             | −18,2          | −27,4          | −30,7          |
| Норма опадів, мм        | 21             | 25             | 24             | 33             | 44             | 62             | 73             | 63             | 42             | 37             | 38             | 33             | 495            |
| ----------------------- | -------------- | -------------- | -------------- | -------------- | -------------- | -------------- | -------------- | -------------- | -------------- | -------------- | -------------- | -------------- | -------------- |

## Історія

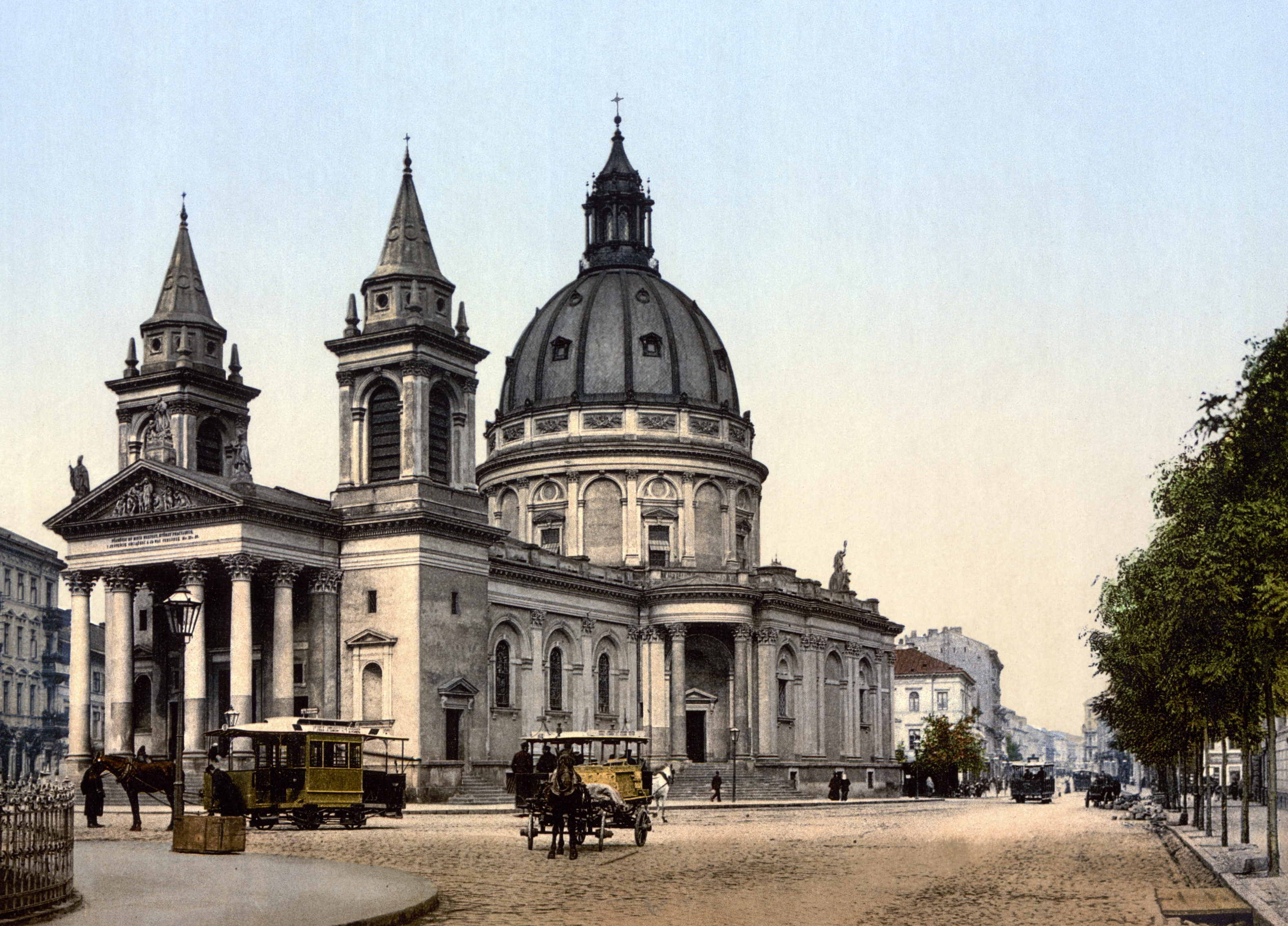
Церква Святого Олександра, 1900

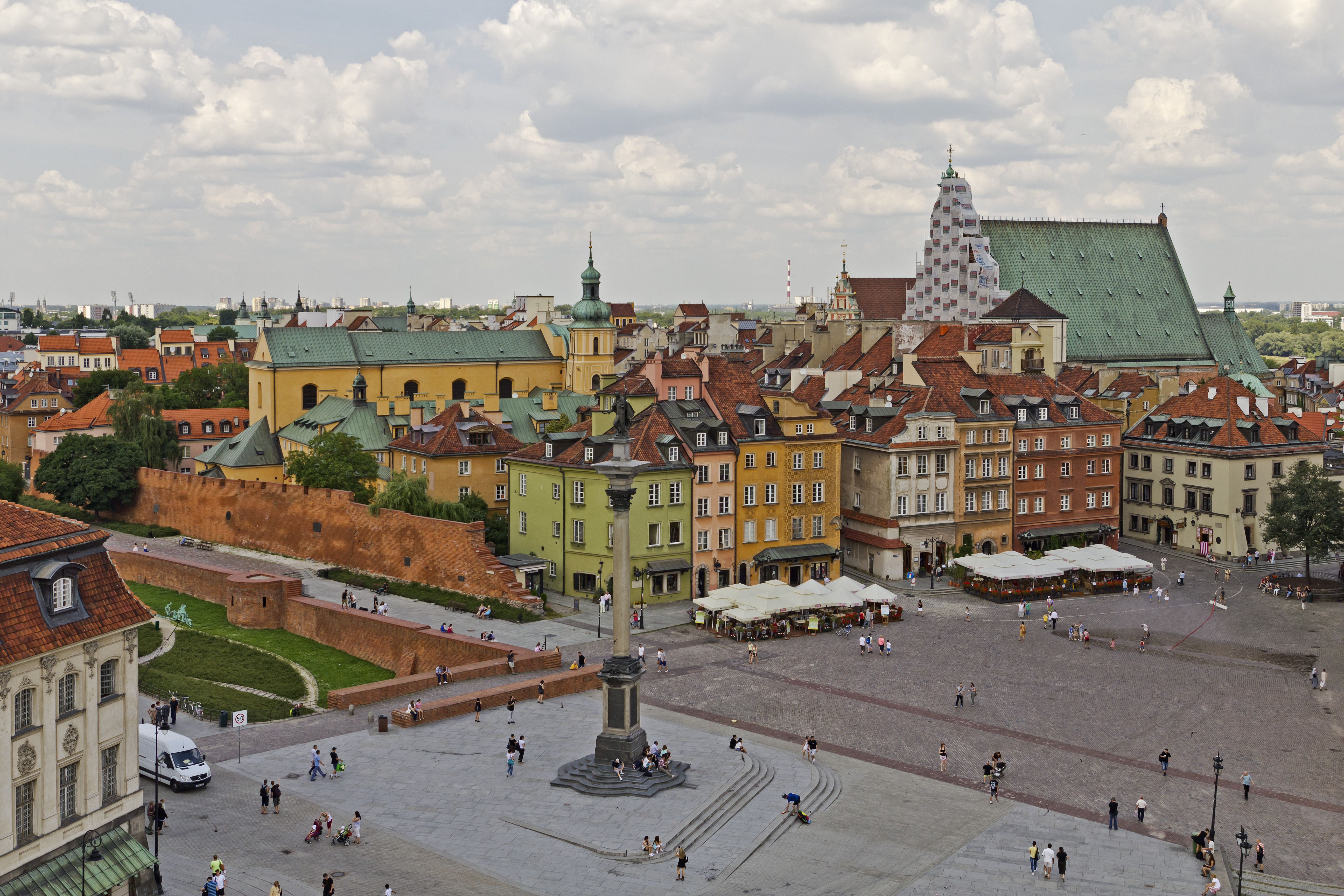
Старе Місто. Ракурс

Першими укріпленими поселеннями на місці сьогоднішньої Варшави були Бродно (IX—X сторіччя) і Уяздув (XII—XIII сторіччя). Згодом Уяздув занепав і нове подібне поселення засновується на місці маленького рибальського села під назвою Варшава. На початку XIV сторіччя цей край переходить до князів Мазовецьких. З 1413 — столиця Мазовії. У 1526 припинила існування місцева княжа гілка, князівство було включене до складу Польського Королівства. У 1529 Варшава вперше стає місцем перебування Сейму, постійно — з 1569. У 1573 Варшава надає своє ім'я Варшавській Конфедерації (1573), формально встановивши релігійну свободу в Польсько-Литовській Державі.

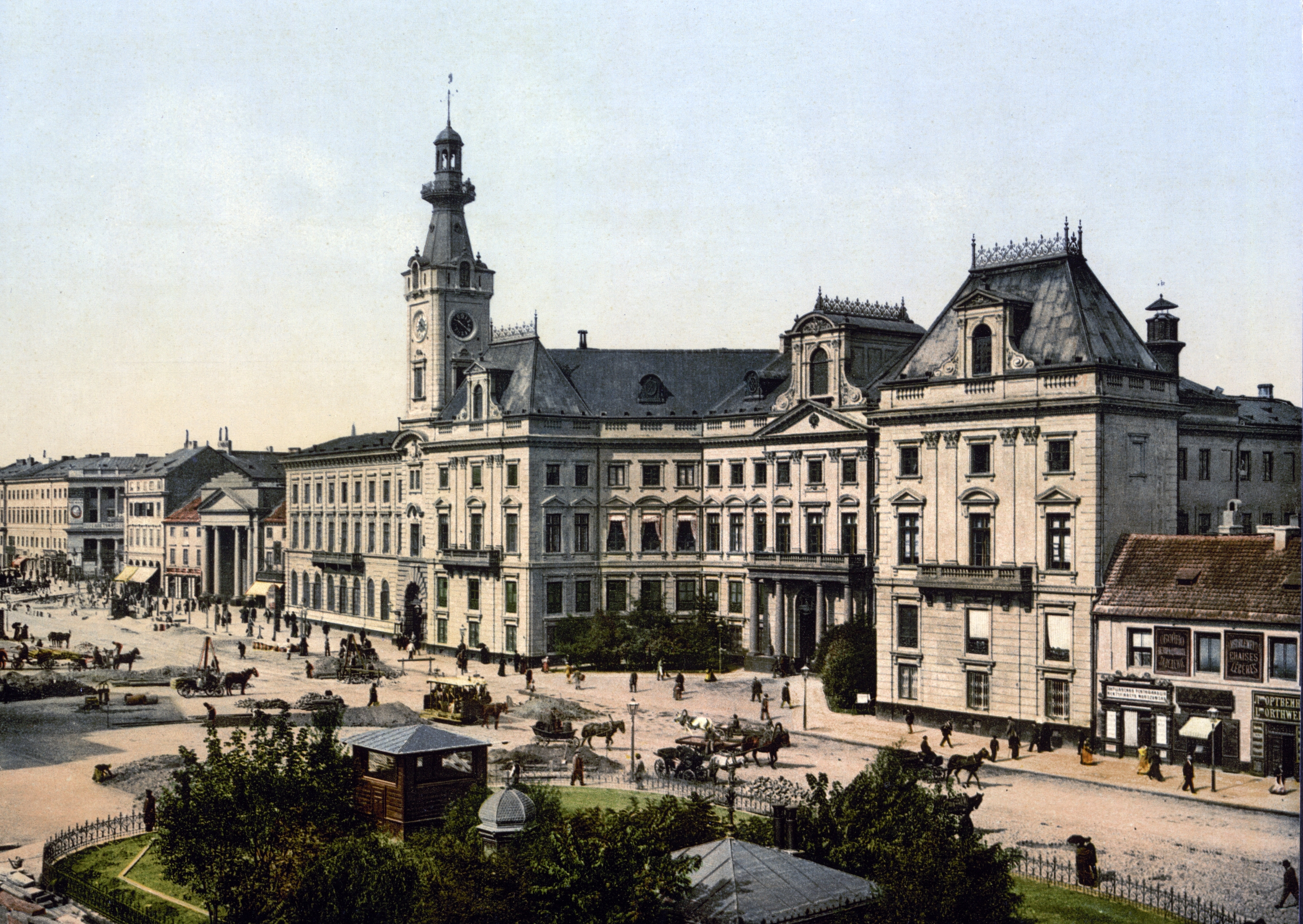
Мерія, 1900

Завдяки центральному розташуванню між столицями Речі Посполитої — Краковом і Вільном, Варшава стала столицею держави, водночас у 1596, король Сигізмунд ІІІ Ваза перемістив сюди суд із Кракова. Варшава була столицею Речі Посполитої до 1795, коли Прусське королівство її анексувало, і зробило столицею провінції Південна Пруссія. Звільнена наполеонівською армією в 1807, Варшава стала столицею новоствореного Варшавського герцогства. Внаслідок рішень Віденського конгресу у 1815 році Варшава стала столицею Королівства Польського, конституційної монархії під протекторатом Російської імперії. Варшавський Королівський Університет був заснований у 1816 році.
Після повторного порушення польської конституції Російською імперією, у 1830 вибухнуло Польське повстання. 1831 року повстання було придушене й автономія Царства Польського була обмежена. 27 лютого 1861 варшавський натовп, що протестував проти російської влади у Польщі, був розігнаний російськими солдатами. П'ять осіб було вбито. Підпільний Польський Національний Уряд проіснував у Варшаві протягом повстання у 1863—1864.
Під головуванням російського генерала Сократа Старинкевича (1875—1892), призначеного царем Олександром III у Варшаві проведено перший водогін і систему стічних вод, запроєктовані та побудовані англійським інженером Вільямом Ліндлеєм і його сином, Вільямом Гірлін Ліндлеєм, а також були проведенні розширення і модернізація трамваю, вуличного освітлення і газового заводу.
Варшава стала столицею незалежної Польщі в 1918. В ході Польсько-радянської війни у 1920, під час Варшавської битви, на східних околицях міста, столиця була успішно захищена, а Червона армія зазнала поразки.

Протягом Другої Світової війни центральна Польща, зокрема Варшава, були під владою Генеральної губернії, нацистської колоніальної адміністрації. Всі заклади вищої освіти були закриті і все єврейське населення Варшави — декілька сотень тисяч, приблизно 30 % населення міста — відпроваджене у Варшавське Гетто. 19 квітня 1943 надійшов наказ знищити гетто (це була частина Гітлерівського «остаточного вирішення єврейського питання»). Євреї розпочали повстання, яке тривало майже місяць. Коли воно зазнало поразки, майже всіх уцілілих знищили, лише деякі змогли втекти чи сховатись.

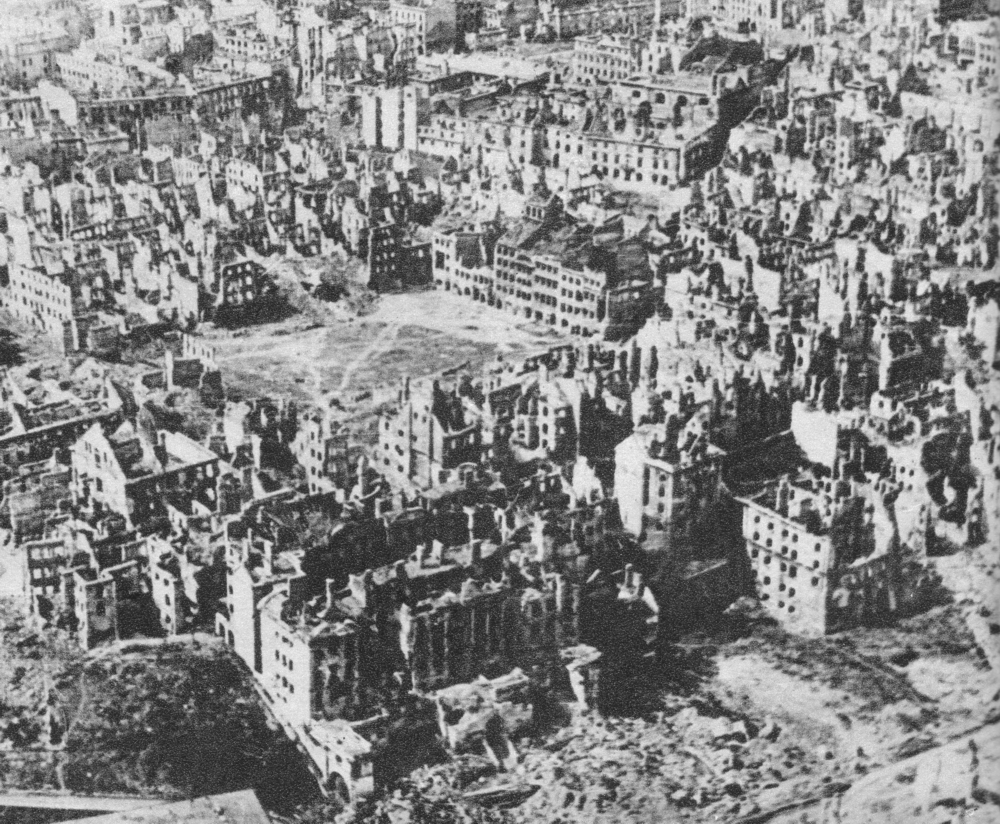
Протягом ІІ Другої Світової Війни 85 % будівель у Варшаві були знищені

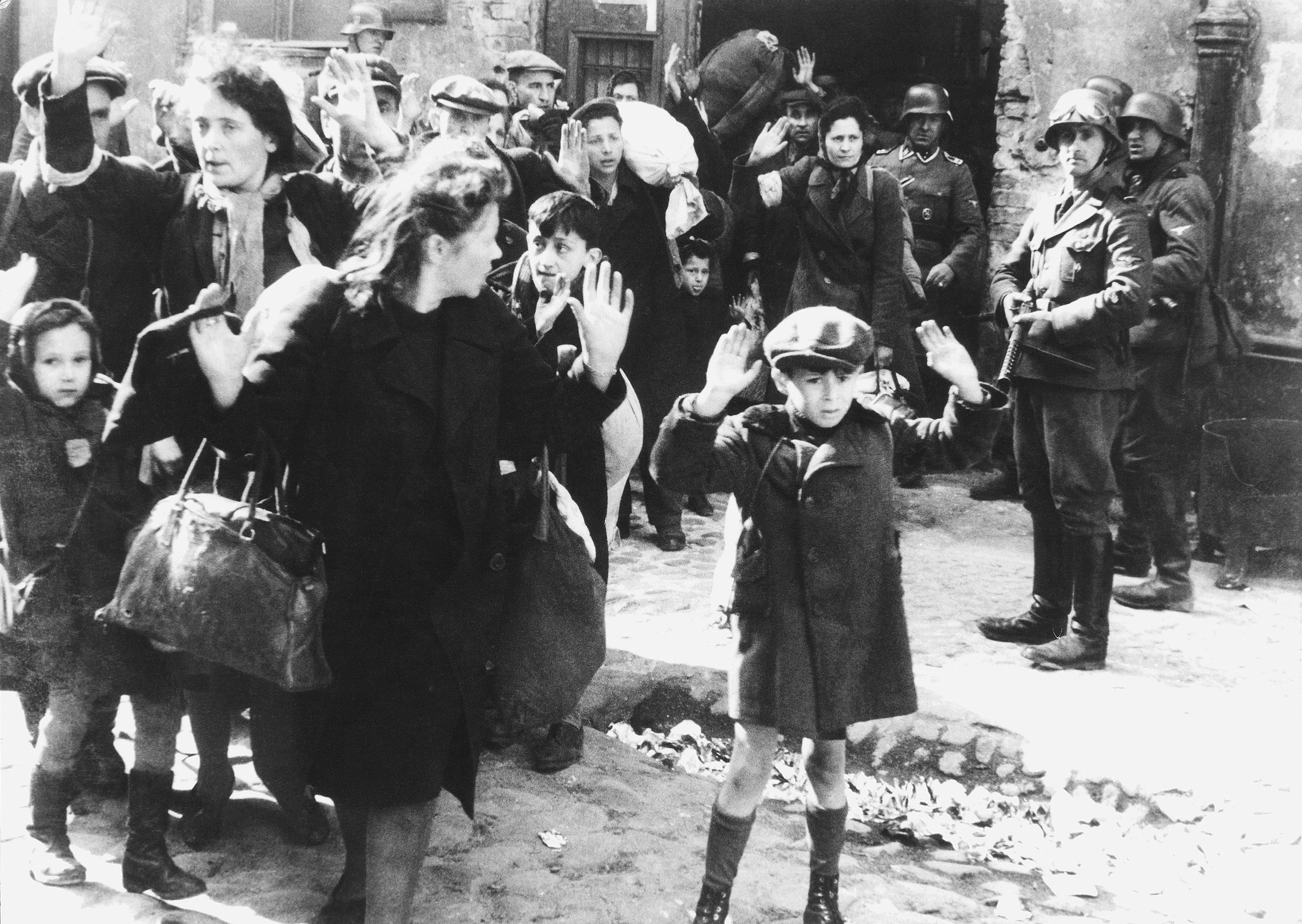
Хлопчик з Варшавського гета, 1943

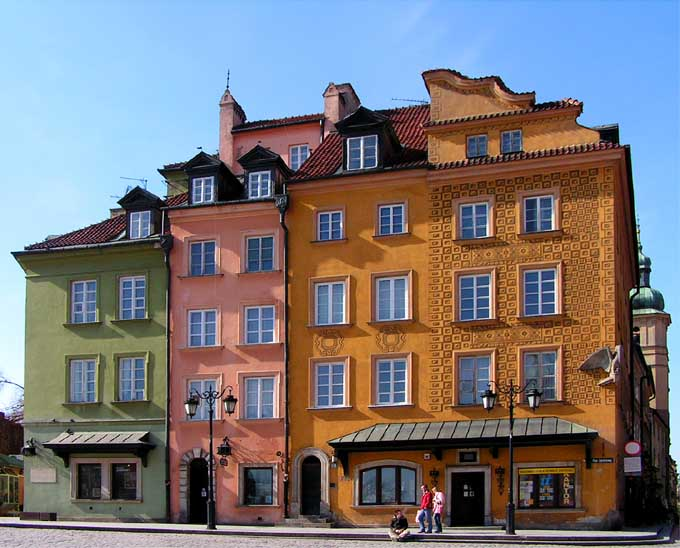
Відновлений після війни історичний будинок, 2006

У липні 1944 Червона армія увійшла глибоко на польську територію, переслідуючи німців на Варшавському напрямку. Знаючи, що Сталін був вороже налаштований до ідеї незалежної Польщі, Польський уряд у вигнанні що знаходився у Лондоні, віддав наказ підпільній Армії Крайовій (AK) визволити Варшаву від нацистів якраз перед приходом Червоної армії. І 1 серпня 1944, коли Радянська армія швидко наближалася до міста, Армія Крайова та цивільне населення розпочало Варшавське повстання, яке тривало 63 дні, але зрештою завершилося капітуляцією.
Полонених повстанців відконвоювали в табори полонених у Німеччині, а цивільне населення депортували. Гітлер, нехтуючи узгодженими умовами капітуляції, наказав повністю зруйнувати місто, бібліотеки та музеї вивезти до Німеччини або спалити. Близько 85 % міста було знищено, зокрема історичне Старе місто та Королівський замок.
Після Другої світової війни з 260 кам'яниць Старого міста Варшави уціліло лише 6, весь район був зруйнований у понад 90 відсотках. Були сумніви, чи варто відбудовувати цей район. Проте, через 4 роки після війни розпочалося впорядкування знищених будинків під спорудження нових. Старе місто відбудували майже з нуля. Будівлі споруджували від фундаментів громадяни на суботниках. Перший етап відбудови Старого міста закінчився 22 липня 1953 року — був готовим Ринок і частина вулиць.
Після війни було багато зроблено для відбудови Варшави. Місто відновило свою роль столиці, центру політичного й економічного життя. Під керівництвом архітектора й реставратора Яна Захватовича багато історичних вулиць, будинків і храмів були відновлені у їхньому довоєнному вигляді. 1980 року історичне Старе Місто Варшави внесли до Світової спадщини ЮНЕСКО.
1995 року за часів мера Марціна Свенчицького було відкрито Варшавський метрополітен, друга лінія була відкрита у березні 2015 року. Зі вступом Польщі до Європейського Союзу у 2004 році Варшава пережила найбільший економічний бум в історії. Відкриття матчу Євро-2012 відбулося у Варшаві, де Польща з Грецією зіграла внічию 1:1. У 2013 році у Варшаві відбулася Конференція ООН з питань зміни клімату, та у 2016 році саміт НАТО.

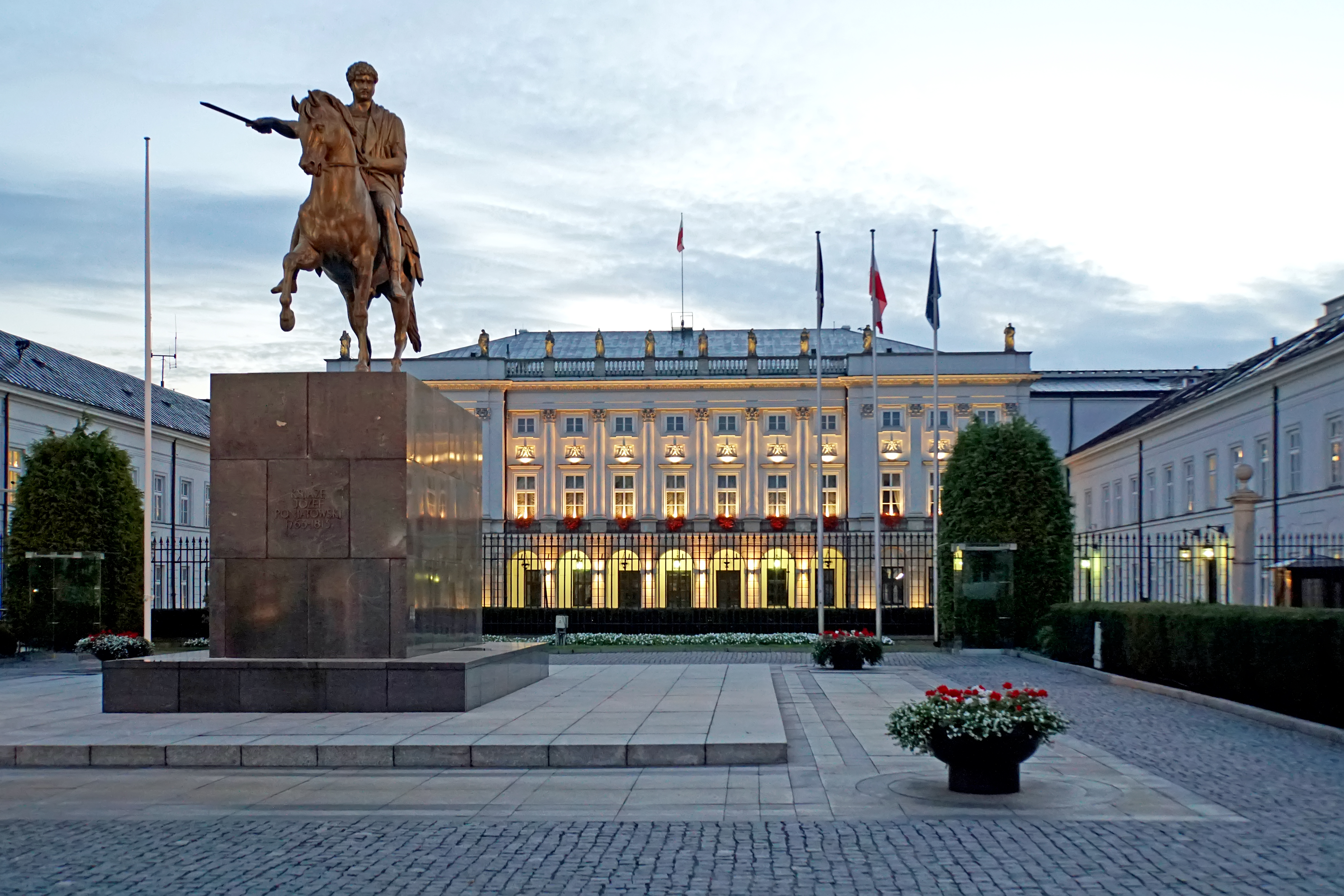
Президентський палац

## Демографія
Варшава історично була містом внутрішньої та іноземної імміграції, особливо зі Східної Європи. Протягом майже 300 років місто було відоме як «Новий Париж». Етнічно це було найрізноманітніше місто в Польщі, до 20 % з його населення складали євреї, німці тощо II Світова війна змінила етнічну картину міста кардинально, Варшава стала практично моноетнічною. Основою сучасної демографічної структури польської столиці є внутрішня міграції та урбанізація.
| - 1700: 30,000 - 1792: 120,000 - 1800: 63,400 - 1830: 139,700 - 1850: 163,600 - 1882: 383,000 - 1900: 686,000 - 1925: 1,003,000 - 1939: 1,300,000 | - 1945: 422,000 (вересень) - 1950: 803,800 - 1960: 1,136,000 - 1970: 1,315,600 - 1980: 1,596,100 - 1990: 1,655,700 - 2000: 1,672,400 - 2002: 1,688,200 - 2006: 1,702,100 | - 2007: 1,706,600 - 2008: 1,709,800 - 2009: 1,714,400 - 2010: 1,700,100 - 2011: 1,708,500 - 2012: 1,715,500 - 2013: 1,724,400 - 2014: 1,735,400 - 2015: 1,744, 351 | - 2016: 1,753,977 - 2017: 1,764,615 - 2018: 1,777,972 |

Демографічна структура станом на 31 березня 2011 року:
|          | Загалом | Допрацездатний вік | Працездатний вік | Постпрацездатний вік |
| -------- | ------- | ------------------ | ---------------- | -------------------- |
| Чоловіки | 780433  | 133208             | 537804           | 109421               |
| Жінки    | 920179  | 127340             | 541361           | 251478               |
| Разом    | 1700612 | 260548             | 1079165          | 360899               |

## Уряд

### Місцевий уряд
Законодавча влада у Варшаві належить однопалатній Варшавській міській раді (Rada Miasta), яка налічує 60 депутатів. Члени Ради обираються безпосередньо кожні п'ять років (з 2018 року). Як і більшість законодавчих органів, міська рада поділяється на комітети, які здійснюють нагляд за різними функціями міської влади. Законопроєкти, прийняті простою більшістю голосів, надсилаються меру (президенту Варшави), який може підписати їх як закон. Якщо мер накладає вето на законопроєкт, рада має 30 днів, щоб подолати вето більшістю у дві третини голосів.
Кожен із 18 окремих районів міста має власну раду (Rada dzielnicy). Їхні обов'язки зосереджені на допомозі Президенту та міськраді, а також нагляд за різними комунальними підприємствами, міським майном та школами. Голова кожної з районних рад іменується мером (Burmistrz) і обирається місцевою радою з кандидатів, запропонованих президентом Варшави.

### Президент Варшави

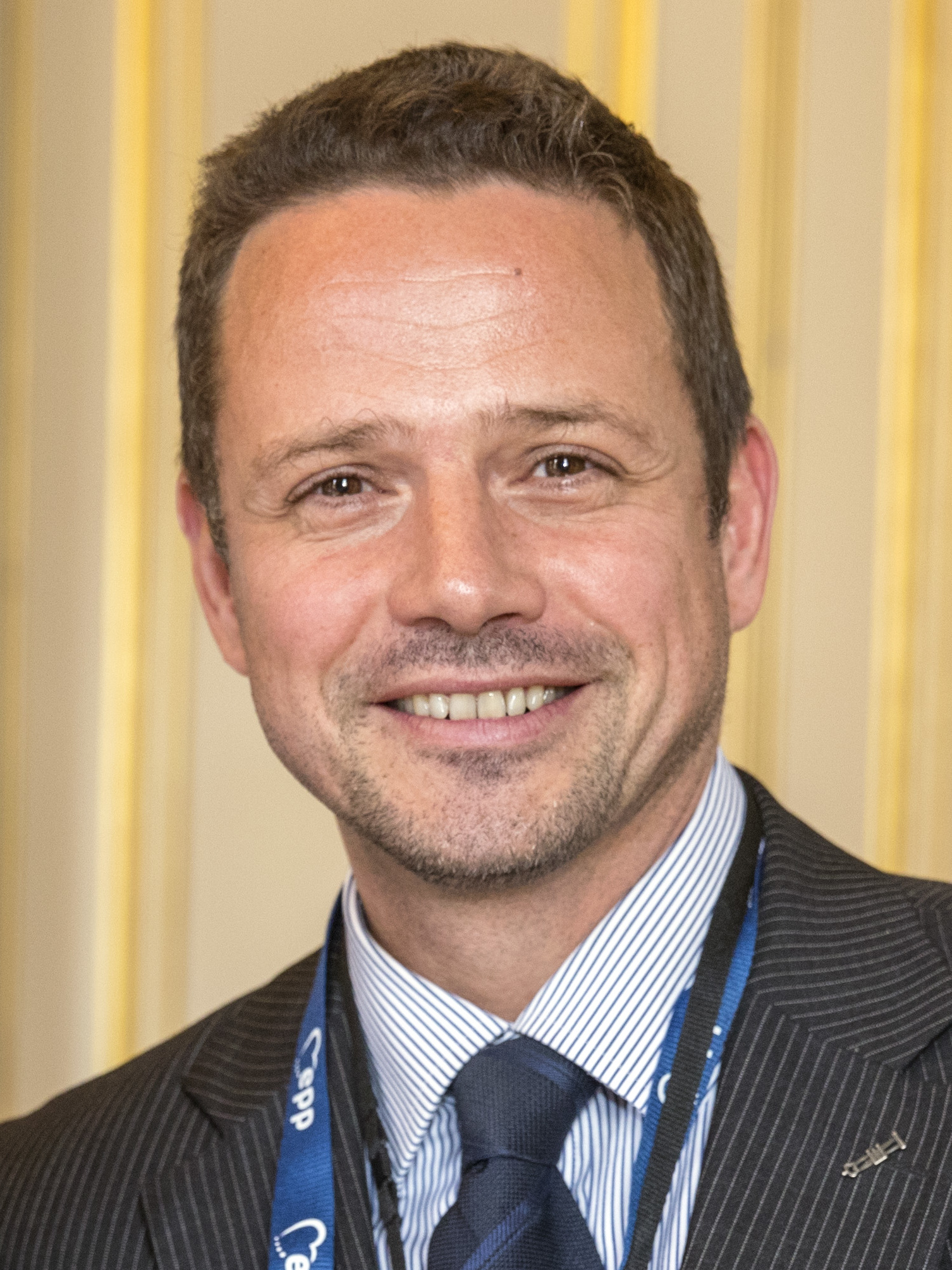
Рафал Тшасковський

Мер Варшави називається Президентом. Президентом Варшави є Рафал Тшасковський. Першим президентом, обраним за цими правилами, був Лех Качинський. Коли його було обрано президентом Польської Республіки (грудень 2005 р.), за день до вступу на посаду подав у відставку з поста мера.

### Інші установи
Варшава, як столиця країни, є місцем розташування більшості центральних національних органів влади, міністерств, відомств і центральних установ.
Тут також знаходиться агентство Frontex, відповідальне за безпеку зовнішніх кордонів Європейського Союзу, Бюро з демократичних інститутів і прав людини (БДІПЛ), агентство ОБСЄ, а також дипломатичні та консульські представництва.

## Економіка
Доля Варшави в економіці Польщі становить 15 % ВВП. Безробіття — 1,8 % (2008).
У Варшаві загалом нараховується 504 940 суб'єктів національної економіки (реєстр REGON, квітень 2022 року), у тому числі кілька сотень великих, у яких працює щонайменше 250 осіб. З них аж 214 заявляють, що їхня штатна чисельність перевищує 999 працівників. Майже 40 % з них у Варшаві належать лише до двох сфер економіки: торгівлі та ремонту транспортних засобів та професійної, наукової чи технічної діяльності. Кожне десяте столичне підприємство займається інформацією та зв'язком. До компаній, які наймають найбільшу кількість працівників у Варшаві, належать, наприклад, Poczta Polska, PGE Polska Grupa Energetyczna SA, PKP Polskie Linie Kolejowe, Orange Polska та Asseco Poland.
У Варшаві є виробничі підприємства, що належать, зокрема, таким компаніям: Procter & Gamble, ArcelorMittal, Lotte Wedel, Polska Wytwórnia Papierów Wartościowych, Polfa Tarchomin, Polpharma, Servier (Anpharm), Agora, Coca-Cola, Grupa Powen–Wafapomp, Fabryka Obrabiarek Precision Avia, Smurfit Kappa, Novartis та Есілор. У місті діє підзона Лодзінської спеціальної економічної зони (Łódzka Specjalna Strefa Ekonomiczna).
Центри досліджень і розробок розташовані у Варшаві: Samsung, General Electric (Engineering Design Center — спільно з Інститутом авіації) і Google. У столиці є центри BPO та ITO, а також центри обслуговування, напр. Accenture, Avon, BNP Paribas, Colgate-Palmolive, Citibank, Mars, JPMorgan Chase і Hoffmann-La Roche.
Найбільші торгово-розважальні центри: Galeria Młociny, Westfield Arkadia, Blue City, Galeria Mokotów, Promenada, Wola Park і Złote Tarasy.

## Освіта

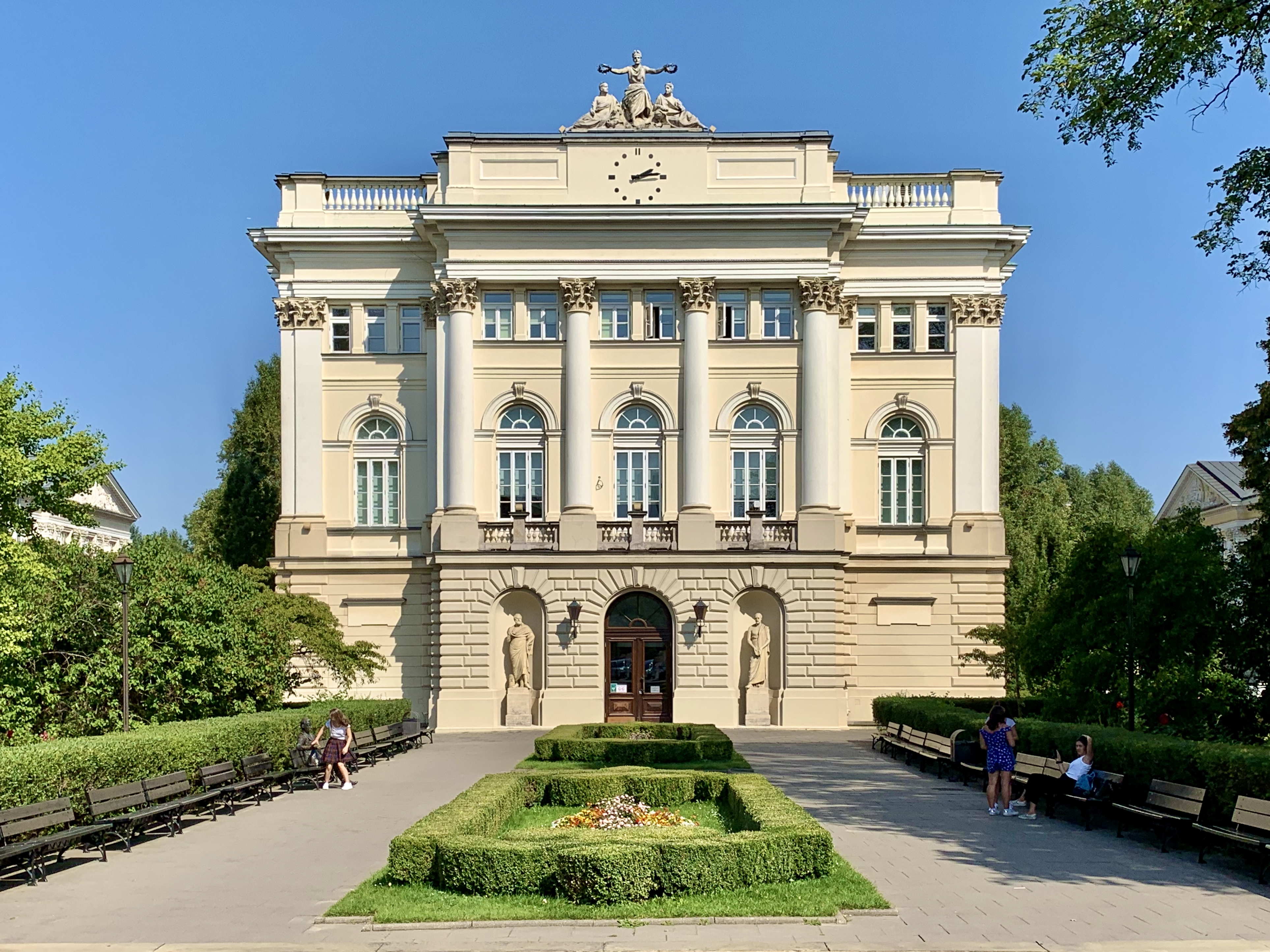
Варшавський університет

- Варшавський університетВаршавський університет (Uniwersytet Warszawski)
- Варшавський політехнічний інститут (Politechnika Warszawska)
- Університет соціальної психології та гуманітарних наук (SWPS Uniwersytet Humanistycznospołeczny)
- Варшавська школа економіки (Szkoła Główna Handlowa)
- Вища школа сільського господарства (Szkoła Główna Gospodarstwa Wiejskiego)
- Варшавська медична академія (Akademia Medyczna w Warszawie)
- Музична академія ім. Фридерика Шопена (Akademia Muzyczna im. Fryderyka Chopina)
- Театральна академія імені Олександра Зельверовича (Akademia Teatralna im. Aleksandra Zelwerowicza)
- Університет кардинала Стефана Вишинського (Uniwersytet Kardynała Stefana Wyszyńskiego)
- Військова технічна академія (Wojskowa Akademia Techniczna)
- Вища школа екології та управління у Варшаві (Wyższa Szkoła Ekologii i Zarządzania)
- Академія національної оборони (Akademia Obrony Narodowej)
- Академія фізичного виховання (Akademia Wychowania Fizycznego w Warszawie)

## Культура
Кулінарні традиції Варшави були сформовані її колись багатокультурним населенням; кухня відрізняється від інших міст і селищ Польщі. Протягом багатьох років культивувалися сильні єврейські та французькі впливи, зокрема оселедець, консоме, рогалики, заливне і французька випічка або тістечка на основі безе. Традиційна їжа дуже ситна і включає суп з рубців, галушки, культовий шоколадний пиріг з кремом вузетка wuzetka на десерт. Раки і риба в желатині були класичними стравами в ресторанах Варшави протягом 1920-х і 1930-х років.

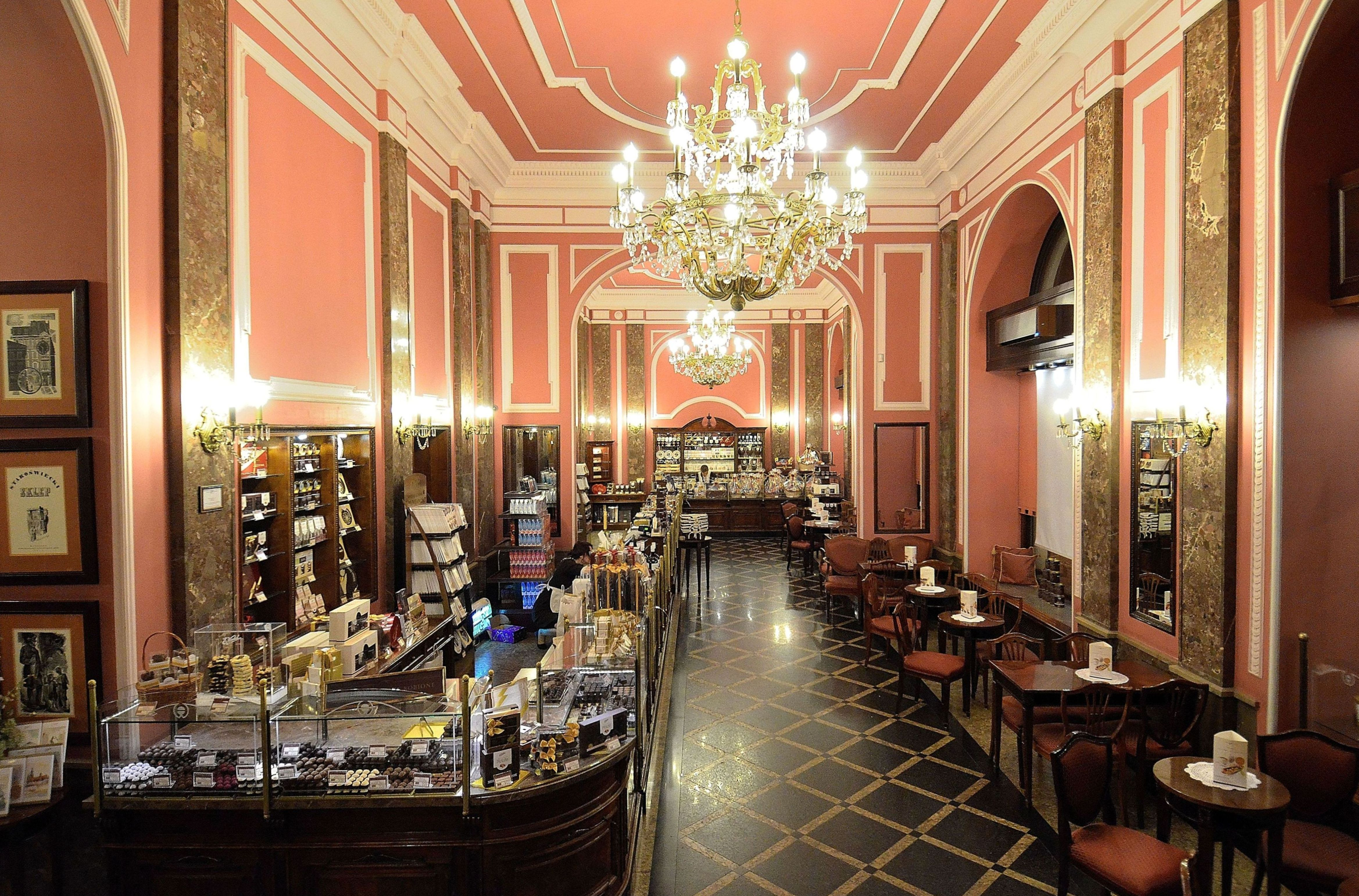
Кафе-лаунж Wedel

Подібно Парижу або Відню, Варшава колись мала видатну культуру кафе, яка сходить до початку 18 століття, міські кафетерії були місцем для спілкування. Історичний шоколадний лаунж Wedel на вулиці Шпітальна залишається одним з найвідоміших таких місць. Кафетерії та кондитерські, такі як Caffè Nero, Costa Coffee та Starbucks, в основному розташовані вздовж Королівського тракту. Тисячі жителів Варшави також щорічно стікаються в кондитерські майстерні (pączkarnia), щоб купити пончики pączki на жирний четвер.
У 2021 році National Geographic назвав Варшаву одним з кращих міст для веганів в Європі.
Варшавський кінофестиваль, щорічний фестиваль, який відбувається кожного жовтня. Кінофестиваль Millennium Docs Against Gravity зазвичай проходить у травні. Також варто відзначити кінофестиваль Five Flavors Film Festival, Кінофестиваль Ukraina!, фестиваль єврейського кіно «Єврейські мотиви».
Інші популярні події: Ніч музеїв, Фестиваль єврейської культури у Варшаві, Парад рівності, Наукові пікніки, Варшавська осінь, Міжнародний конкурс піаністів імені Шопена, Варшавський фестиваль Orange, Варшавський міжкультурний фестиваль, Джаз у Старому місті, Міжнародний книжковий ярмарок у Варшаві.

### Варшавські легенди
- Легенда про Варса і Саву — легенда про початки Варшави[47]
- Легенда про Русалку — легенда про персонажа з герба Варшави, Русалку Варшавську[48][49]
- Легенда про золоту качку — легенда, пов'язана з вулицею Тамка[50]
- Легенда про кам'яного ведмедя[51]
- Легенда про Василіска — легенда про чудовисько, яке очима вбивало зловмисників[52]

### Музеї

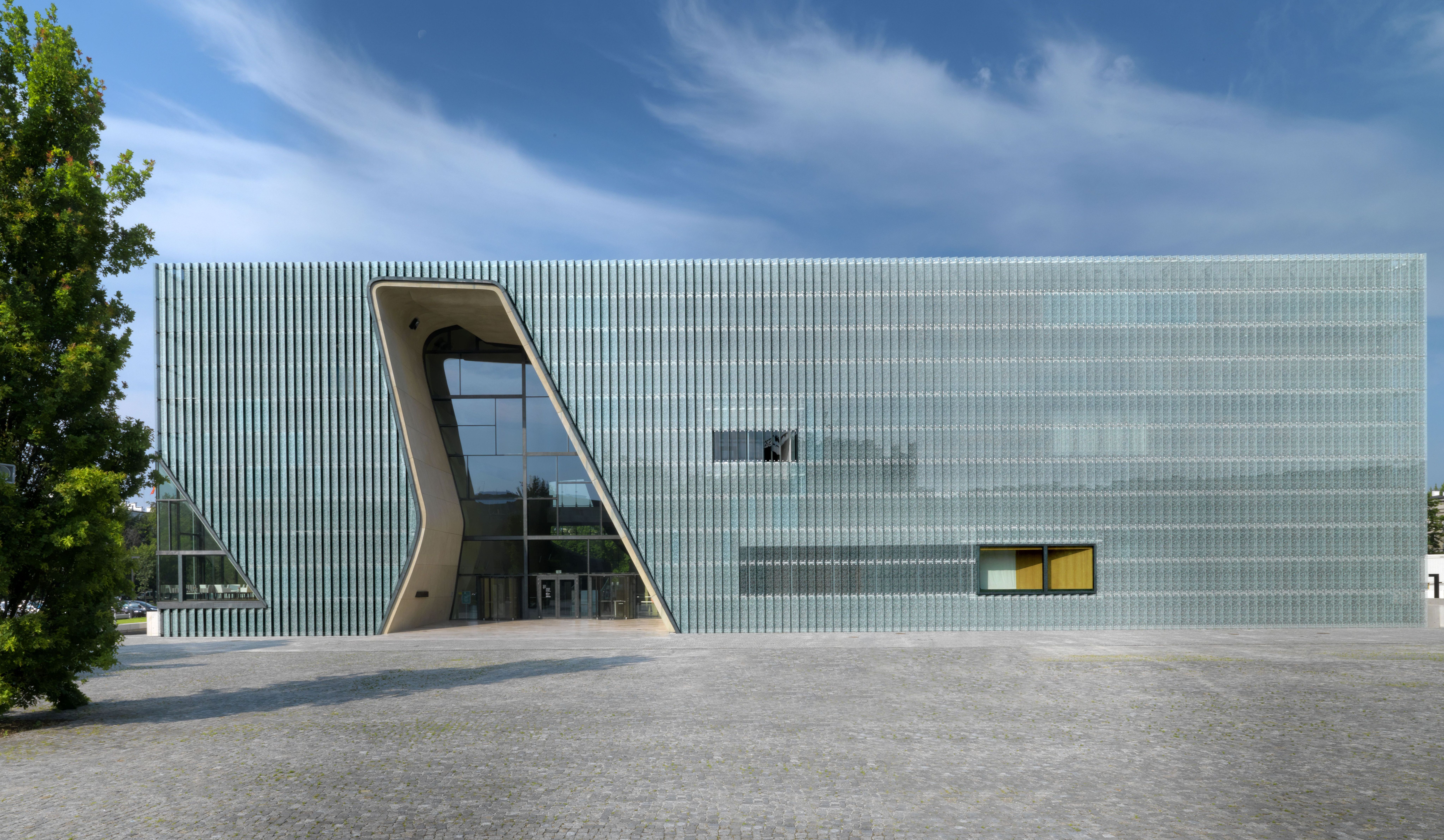
Музей історії польських євреїв Полін

У Варшаві діє декілька десятків різних музеїв. Серед найважливіших і таких, що занесені до Державного реєстру музеїв Польщі: Королівський замок у Варшаві, Національний музей, Національний музей етнографії, Музей незалежності, Залізничний музей, Музей Війська Польського, Музей Варшави, Музей Варшавського повстання, Музей історії польських євреїв Полін, Варшавський музей сучасного мистецтва.

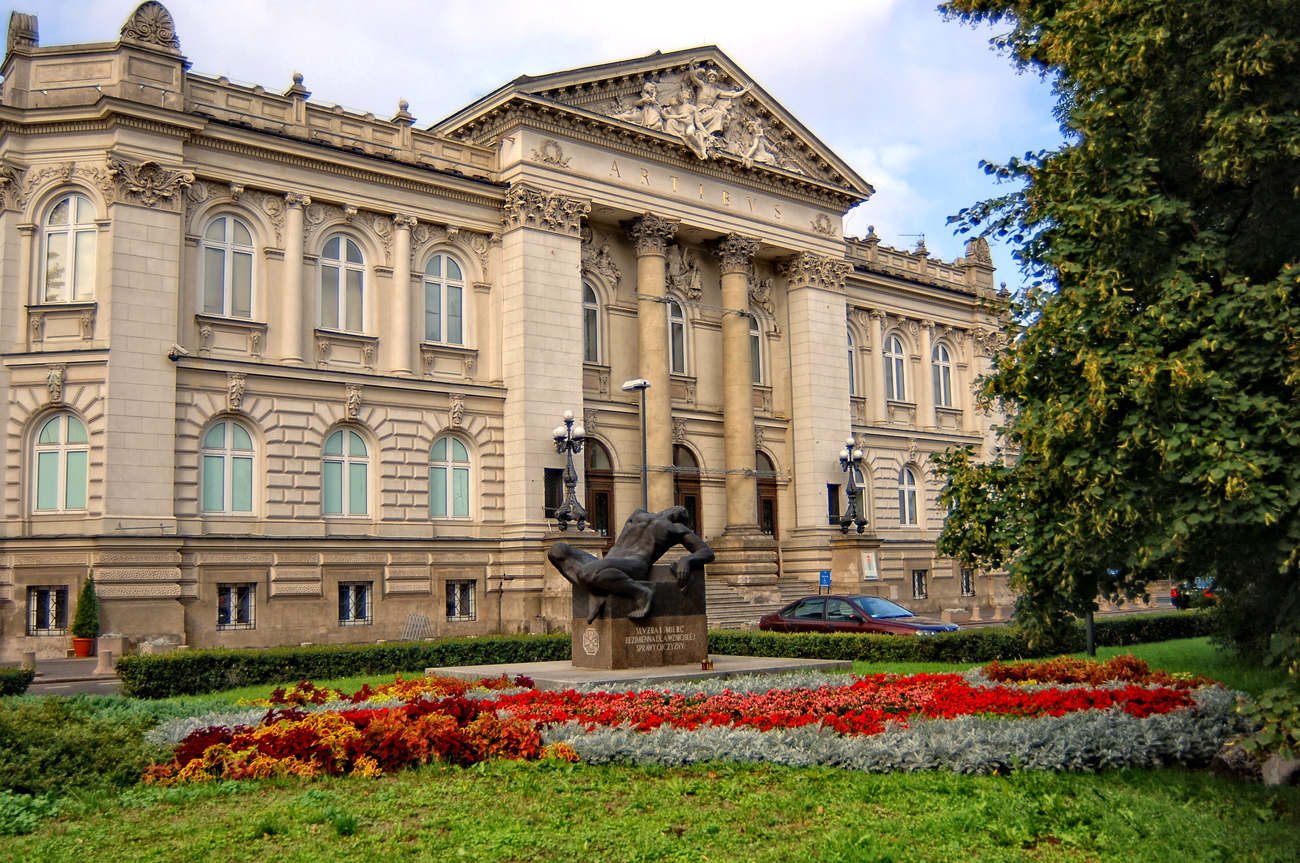
Захента

У Королівському замку Уяздув знаходиться Центр сучасного мистецтва з декількома постійними і тимчасовими виставками, концертами, шоу і творчими майстернями. Центр реалізує близько 500 проєктів на рік. Національна художня галерея Захента, найстаріша виставкова площадка у Варшаві, з традицією, що йде корінням в середину 19 століття, організовує виставки сучасного мистецтва польських і зарубіжних художників і просуває мистецтво багатьма іншими способами.
Приватні галереї: Fundacja Galerii Foksal, Raster, Polana Institute, Stereo, Piktogram, LETO, Pola Magnetyczne, lokal_30 , Wschód, Propaganda, Dawid Radziszewski Gallery, BWA Warszawa, Instytut Fotografii Fort, Fundacja Profile, Le Guern, Monopol, Olszewski Gallery, Galeria m², Szydłowski Gallery, Wizytująca. З 2011 року Warsaw Gallery Weekend проводиться в останні вихідні вересня.
Колекції палаців Лазенки і Вілянув зосереджені на картинах «старих майстрів», як і колекції Королівського замку, в якому представлена колекція Ланккоронського, включаючи дві картини Рембрандта. Палац в Натоліні, колишня резиденція герцога Чарторийського, є ще одним місцем з інтер'єрами і парком, доступним для туристів.
Данину поваги падінню Варшави та історії Польщі можна знайти в Музеї Варшавського повстання і в музеї Катині, який зберігає пам'ять про цей злочин. У Музеї Варшавського повстання також працює рідкісний збережений і діючий Історичний стереоскопічний театр «Варшавський Фотопластикон». У Музеї незалежності зберігаються патріотичні та політичні предмети, пов'язані з боротьбою Польщі за незалежність. Варшавський Історичний музей, заснований в 1936 році, містить 60 залів, в яких розміщена постійна експозиція історії Варшави від її витоків до сьогоднішнього дня.

## Транспорт
Варшавський громадський транспорт розвинений на високому рівні. Існує безліч автобусних маршрутів — всі автобуси їздять за розкладом, на кожній зупинці є розклад всіх маршрутів, де вказано, який автобус приходить в певний час — звичайний або з низькою підлогою — для інвалідів.
Також існує багато трамвайних гілок, дві гілки метро. Все ходить теж чітко за розкладом. Проїзд по квитках, які можна купити в кіосках самообслуговування. Квитки потрібно «пробити» в транспортному засобі. Всі квитки універсальні, поділу за видами транспорту немає.
До громадського транспорту Варшави так само можна віднести автоматичну мережу прокату велосипедів Nextbike.

### Дороги та шосе
Варшава відчуває нестачу окружної дороги та майже весь рух проходить безпосередньо через міський центр. Зараз розглядається будівництво двох окружних доріг. Перша (під назвою OEW, або Obwodnica Etapowa Warszawy) планується, на відстані приблизно 10 км від міського центру через міські вулиці та через два нові мости. Інша планується, як частина автостради A-2 (безпосередньо частина Європейського маршруту E30 від Берліна до Москви), так і частиною дороги S-7 (Гданськ — Краків), і має йти тунелем під південним районом Урсинув. Будівництво має бути завершене між 2010 і 2012.

### Аеропорт

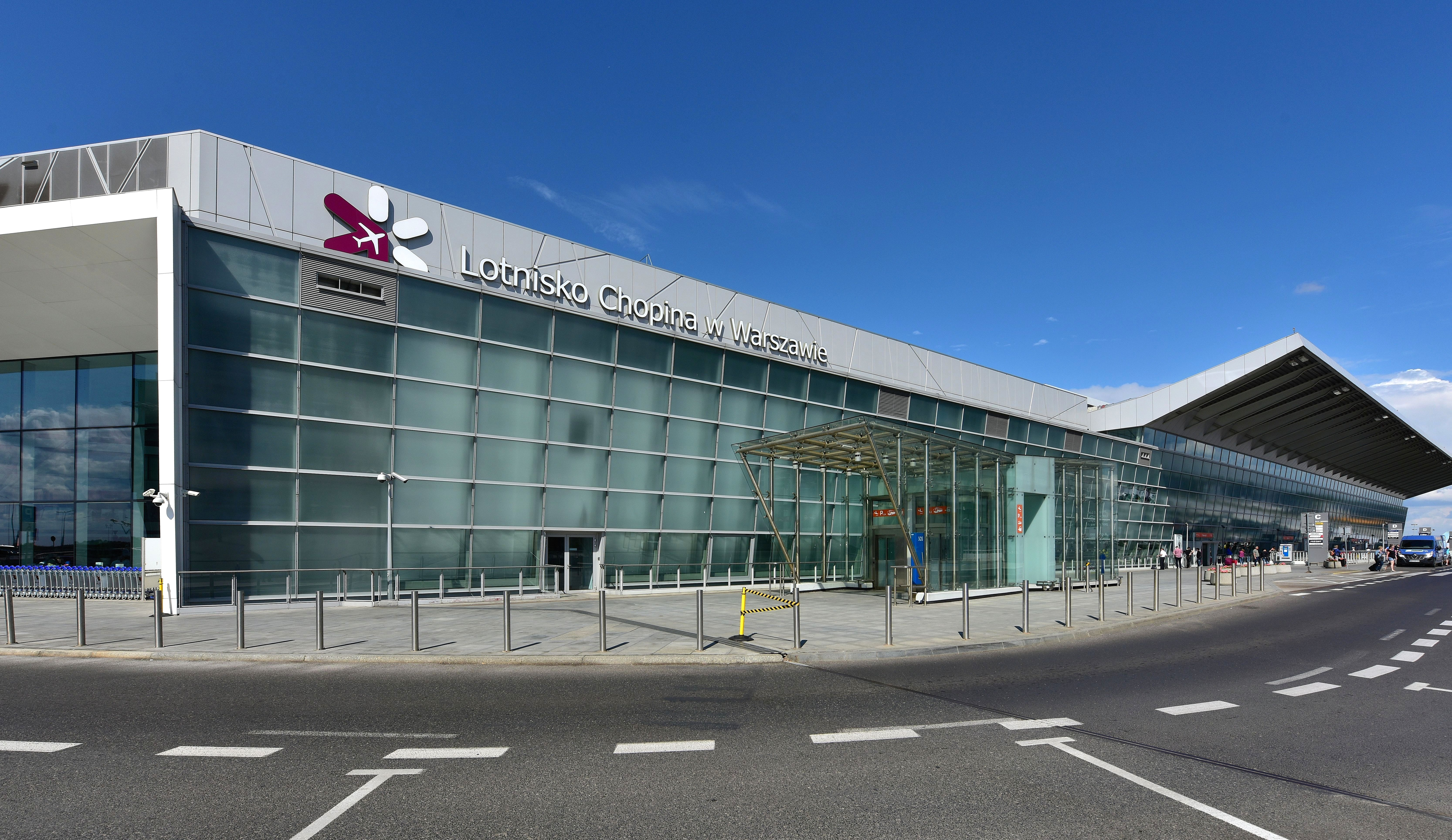
Фасад другого терміналу

#### Варшава-Шопен
Провідним аеропортом Варшави є аеропорт Варшавський аеропорт імені Фредерика Шопена (пол. Port Lotniczy im. Fryderyka Chopina) (неоф. летовище Окенцє (Окєньчє) пол. lotnisko Okęcie), розташований на відстані тільки 8 км від міського центру у дільниці Влохи. Понад 70 міжнародних і місцевих рейсів здійснюється щодня; у 2006 році перевезено понад 8,270,000 пасажирів. Працює два термінали. Це найбільший аеропорт в Польщі з точки зору обігу пасажирів і повітряних операцій.

#### Варшава-Модлін
Другий аеропорт, що обслуговує агломерацію Варшава є аеропорт Варшава-Модлін у місті Новий-Двір-Мазовецький. Він розташований приблизно за 36 км на північний захід від центру столиці. Аеропорт почав свою діяльність в липні 2012 року. На середину 2010-х використовується тільки перевізником Ryanair.

### Громадський транспорт

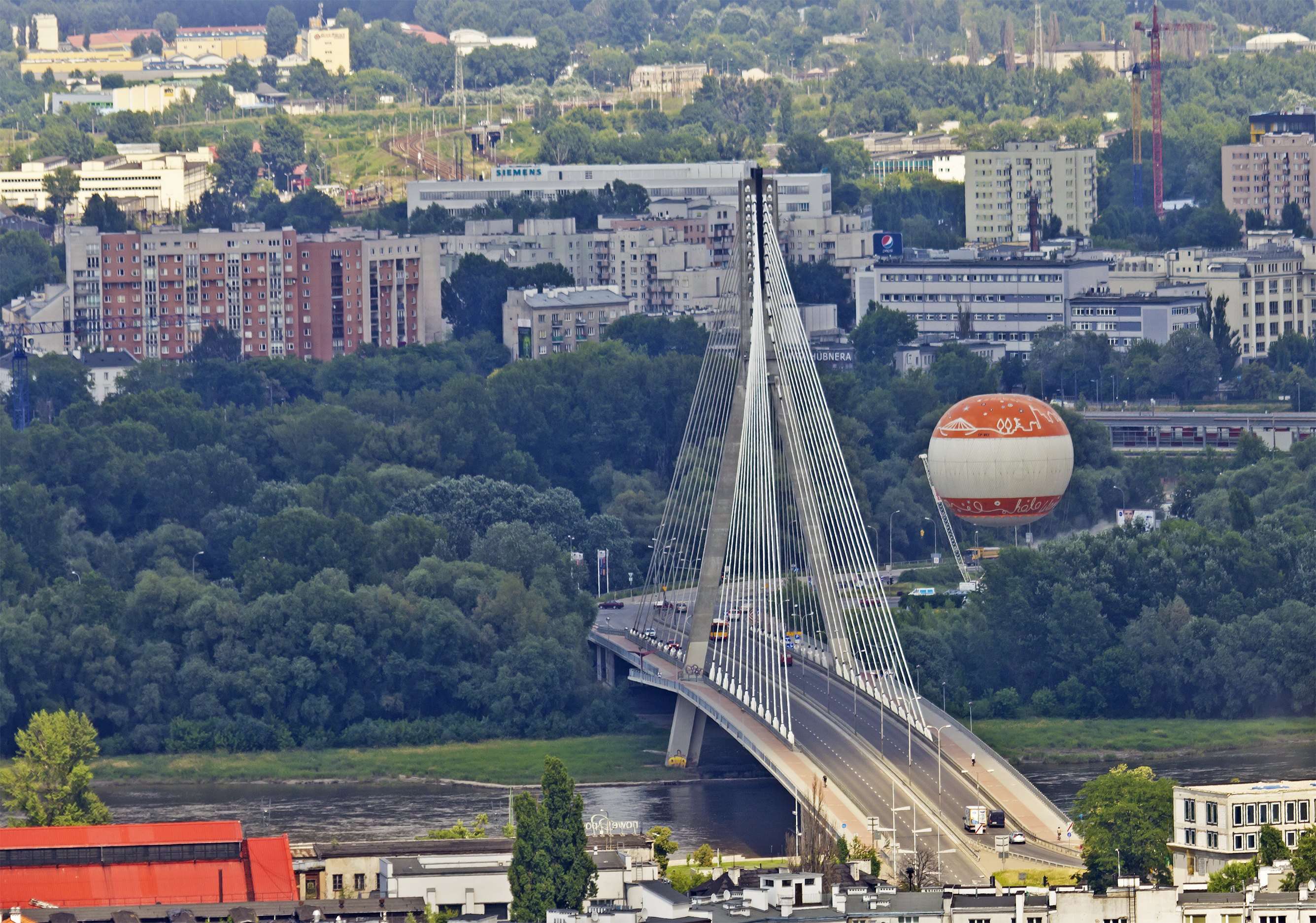
Свентокшиський міст

Громадський транспорт у Варшаві представлений автобусами, трамваями, метрополітеном та швидкісною залізницею SKM. Перші три керуються транспортною компанією «ZTM» (пол. Zarząd Transportu Miejskiego, варшавське управління транспорту). Існують також деякі приміські автобусні лінії, які обслуговуються приватними перевізниками.
Діє три туристичні маршрути: «T», старовинний трамвай, що працює у липні й серпні; автобус «№ 100», який працює у вихідні дні і здійснюється двоповерховим автобусом; і автобус «№ 180», регулярне плановане обслуговування, яке розпочинає «Королівський маршрут» з Кладовища Війни на півночі, біля Старого Міста і йде найпрестижнішими шляхами — Краківське передмістя, Нови Свят і Уяздувські Алеї — і закінчуючись у Вілянівському Палаці.

#### Автобуси
Найбільшим автовокзалом, який обслуговує внутрішні та міжнародні лінії є автовокзал ПКС (PKS) «Варшава-Західна». Автобусний вокзал Варшава-Стадіон обслуговує східні напрямки внутрішнього та міжнародного сполучення.
Автобусне обслуговування покриває повністю місто, діють близько 170 маршрутів, загальною довжиною 2603 км та налічує 1600 транспортних засобів. Між північчю та 05:00 годиною ранку — місто і передмістя обслуговуються нічними лініями.

#### Трамваї

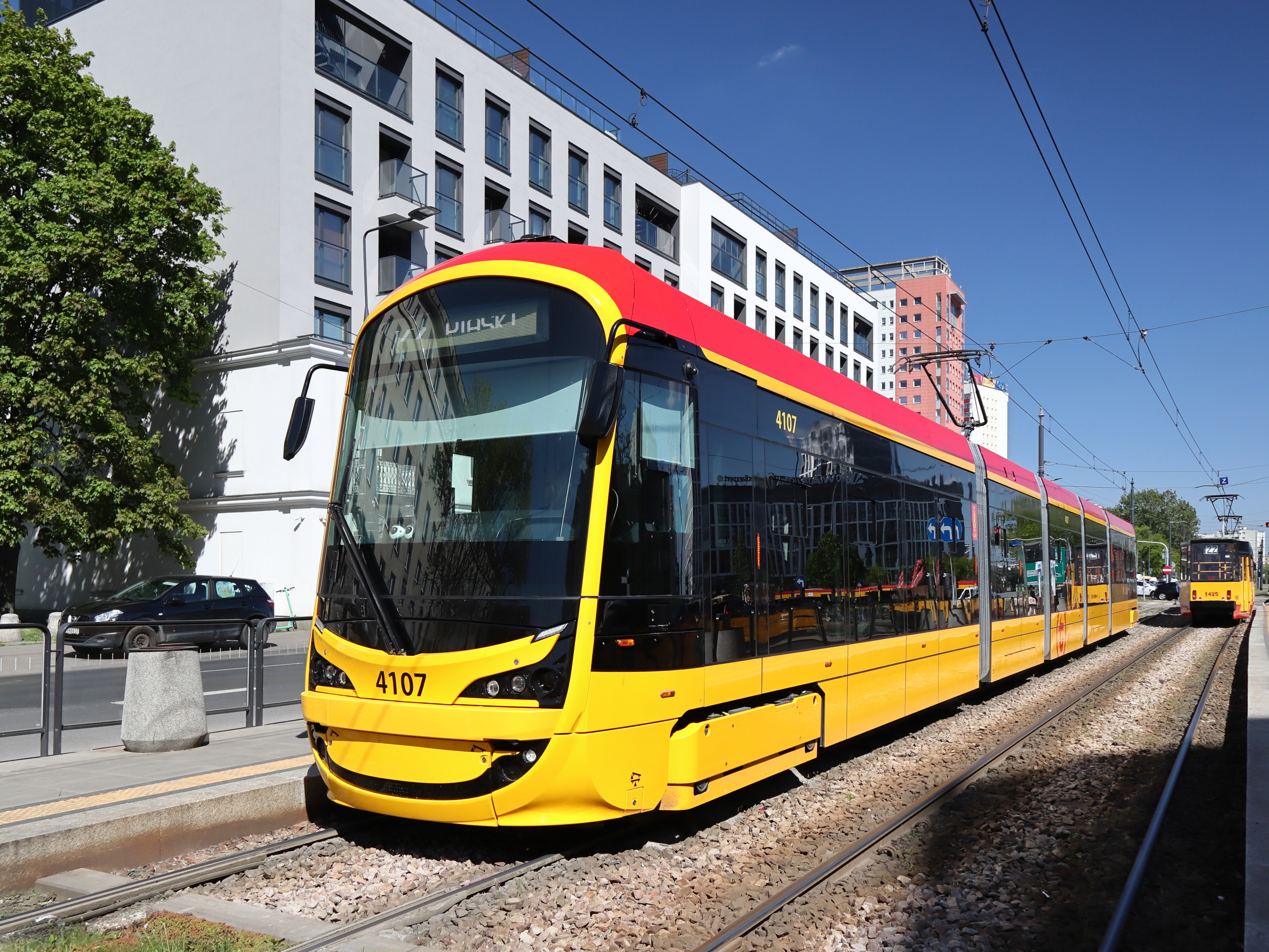
Сучасний Варшавський трамвай

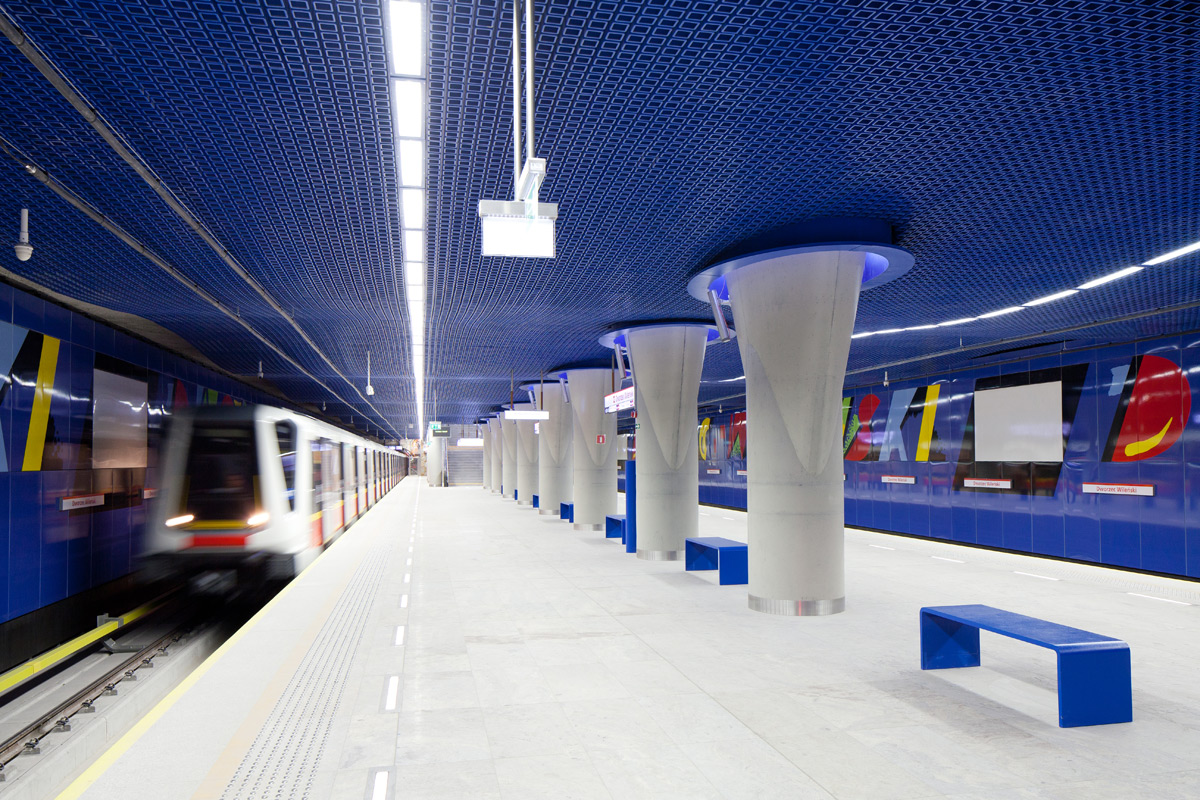
Станція метро «Двожец Віленьські»

Перша трамвайна лінія у Варшаві відкрита 11 грудня 1866. Останній рух трамвая на кінській тязі відбувся 26 березня 1908. У період між світовими війнами, трамвайна мережа була націоналізована і значно розширена. Після німецького вторгнення у вересні 1939 року трамвайне обслуговування зупинилося приблизно на три місяці через військові руйнації, проте рух трамваї було відновлено у 1940 році. У 1941 році вагони були перефарбовані (у жовтий і червоний, на кшталт кольорів прапора Варшави. Перед цим, трамваї фарбувалися або у білий і червоний, або повністю у червоний).
Під час Варшавського повстання трамвайна мережа була знищена. Перша трамвайна лінія була відновлена 20 червня 1945 року. По закінченню Другої світової Війни трамвайна мережа розбудовувалася. Трамвайні лінії досягли всіх районів міста. Проте, у 1960-ті роки Польща та СРСР просували використання радянської нафти, на той час було придбано велику кількість автобусів, а трамвайна мережа зазнала скорочень.
Станом на вересень 2022 року на балансі компанії «Tramwaje Warszawskie» — 730 вагонів і майже 470 км ліній.

#### Метрополітен
Варшавський метрополітен складається з двох ліній: М1 та М2.

#### Тролейбус
Тролейбусна мережа діяла у Варшаві з 1 травня 1946 по 29 червня 1973 та з 6 січня 1983 по 31 серпня 1995 роки. З 1 вересня 1995 року тролейбусний рух у Варшаві закритий.

### Залізниця

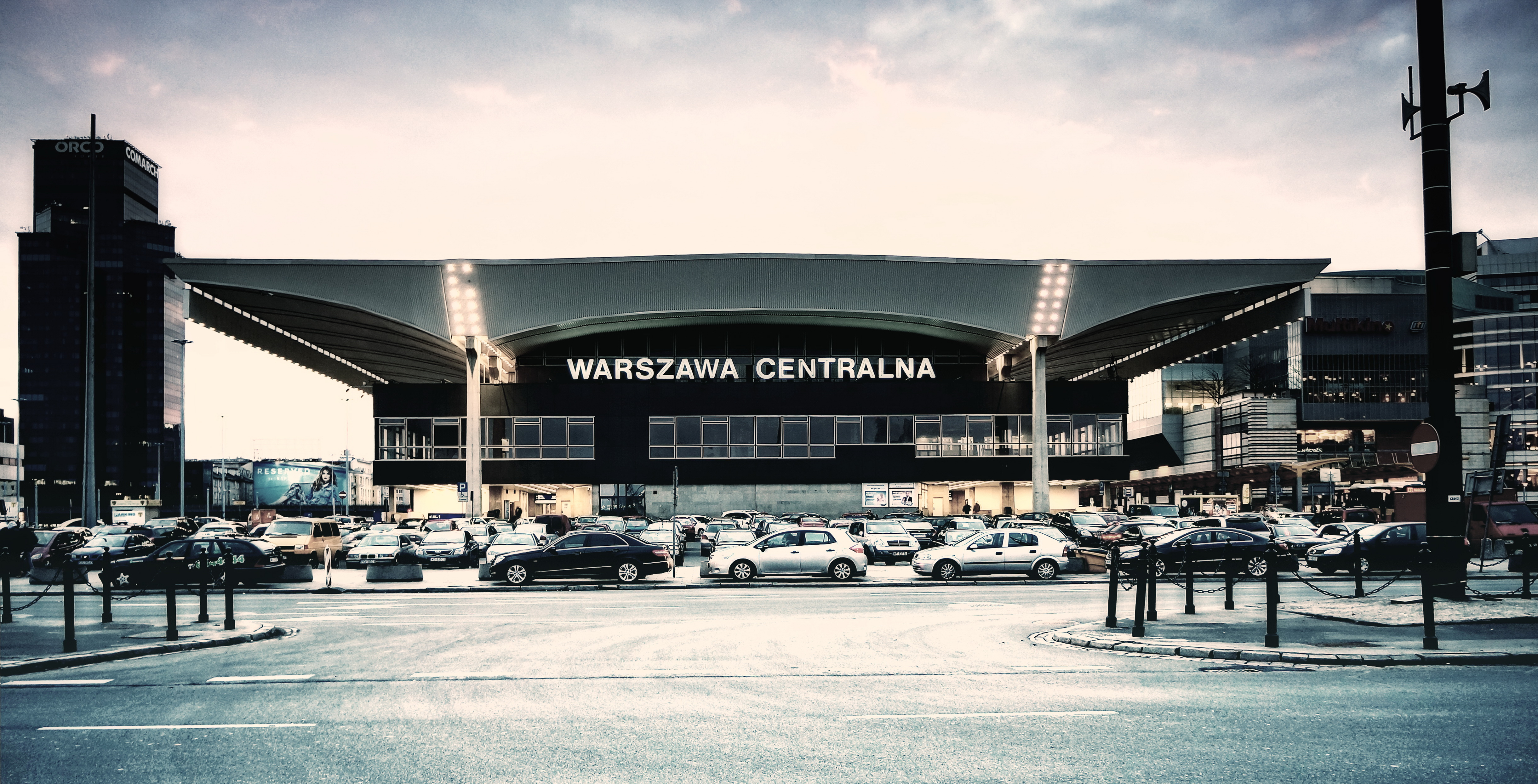
Варшава-Центральна (2013)

Перша залізниця відкрилася у Варшаві у 1845 році (Віденсько-Варшавська залізниця). Варшава — є залізничним вузлом в Польщі.
Головний залізничний вокзал Варшава-Центральна обслуговує як внутрішньодержавне пасажирське сполучення майже до кожного великого міста в Польщі, так і міжнародні сполучення, переважно з Німеччиною, Чехією, Україною. У Варшаві є п'ять інших залізничних вокзалів і ряд більш маленьких приміських станцій.
Варшавська швидка міська залізниця проходить крізь тунель (tunel średnicowy) завдожки приблизно 2,2 км та проходить безпосередньо під міським центром. Це — частина лінії схід-захід, що сполучає Варшаву-Західною, Варшаву-Центральну, Варшаву-Східну через тунель та залізничний міст над річкою Вісла.
Залізничні вокзали Варшави:
- Варшава-Центральна та Варшава-Середмістя
- Варшава-Гданська
- Варшава-Віленська
- Варшава-Західна
- Варшава-Східна

## Українці у Варшаві
Варшава — місто надзвичайно багате на українські культурні та історичні сліди з часів того як воно стало столицею Польщі і до наших днів. У Варшаві по вул. Aleja Róż в 1922 р. розташовувалося консульство УНР. Головний Отаман Симон Петлюра зустрічався тут з українськими повстанчими отаманами. У в'язниці на Мокотові кілька років ув'язнений поляками Микола Чеботарів. За адресою Al. Niepodległości 159 у Варшаві мешкав Євген Маланюк. По вул. Kopernika 13 в Врашаві діяв Український допомоговий комітет (УДК). Голова УДК був підполковник УНР Михайло Поготовко.
16−18 червня 1956 року в Палаці культури і науки у Варшаві відбувся І З'їзд Українського суспільно-культурного товариства, в якому взяло участь 224 делегати. З'їзд покалв початок діяльності цієї довгий час єдиної громадської організації українців в Польщі. 30 червня-1 липня 1973 р. у літньому театрі у Лазенковському парку проходив 5-й фестиваль УСКТ.
У 2009 році група активістів офіційно зареєструвала у Варшаві фонд «Наш вибір». 2014 року активісти заснували Український Дім у Варшаві. Восени 2022 року Фонд «Наш вибір» змінив назву на Фонд «Український дім». Головна мета діяльності Фонду «Український дім» — підтримка та допомога українській громаді у Польщі за рахунок інформаційних, освітніх та культурних проєктів. Фонд систематично проводить культурні заходи з метою популяризації української культури, а також розвитку освітніх, економічних та політичних контактів між Польщею та Україною. Фонд організує експертні зустрічі та веде представницьку діяльність з метою зростання ефективності дій на користь українців у Польщі.

### Народилися
- Муха Леонід Юхимович — український військовий та ветеранський діяч, політв'язень, Голова Галицького Братства вояків 1-ї Укр. дивізії УНА (2004–10).

### Померли
- Безручко Марко Данилович — військовий діяч, генерал-хорунжий Армії УНР.
- Змієнко Всеволод Юхимович — генерал-хорунжий Армії УНР. Визначний військовий діяч Армії УНР, один з організаторів військової спецслужби Державного Центру УНР в екзилі.
- Поготовко Михайло Миколайович — український льотчик, підполковник Армії УНР. Один з ініціаторів створення Українського Визвольного Війська.
- Сальський Володимир Петрович — Полковник генштабу, згодом генерал-хорунжий Армії УНР.

### Місто-рятівник
13 січня 2025 року за виявлені гуманізм, милосердя і солідарність з Українським народом, всебічну допомогу громадянам України, які вимушено залишили Батьківщину внаслідок збройної агресії Російської Федерації проти України, а також вагому підтримку України у захисті її незалежності та суверенітету Президент України Володимир Зеленський присвоїв Варшаві почесну відзнаку «Місто-рятівник».

## Відомі варшав'яни

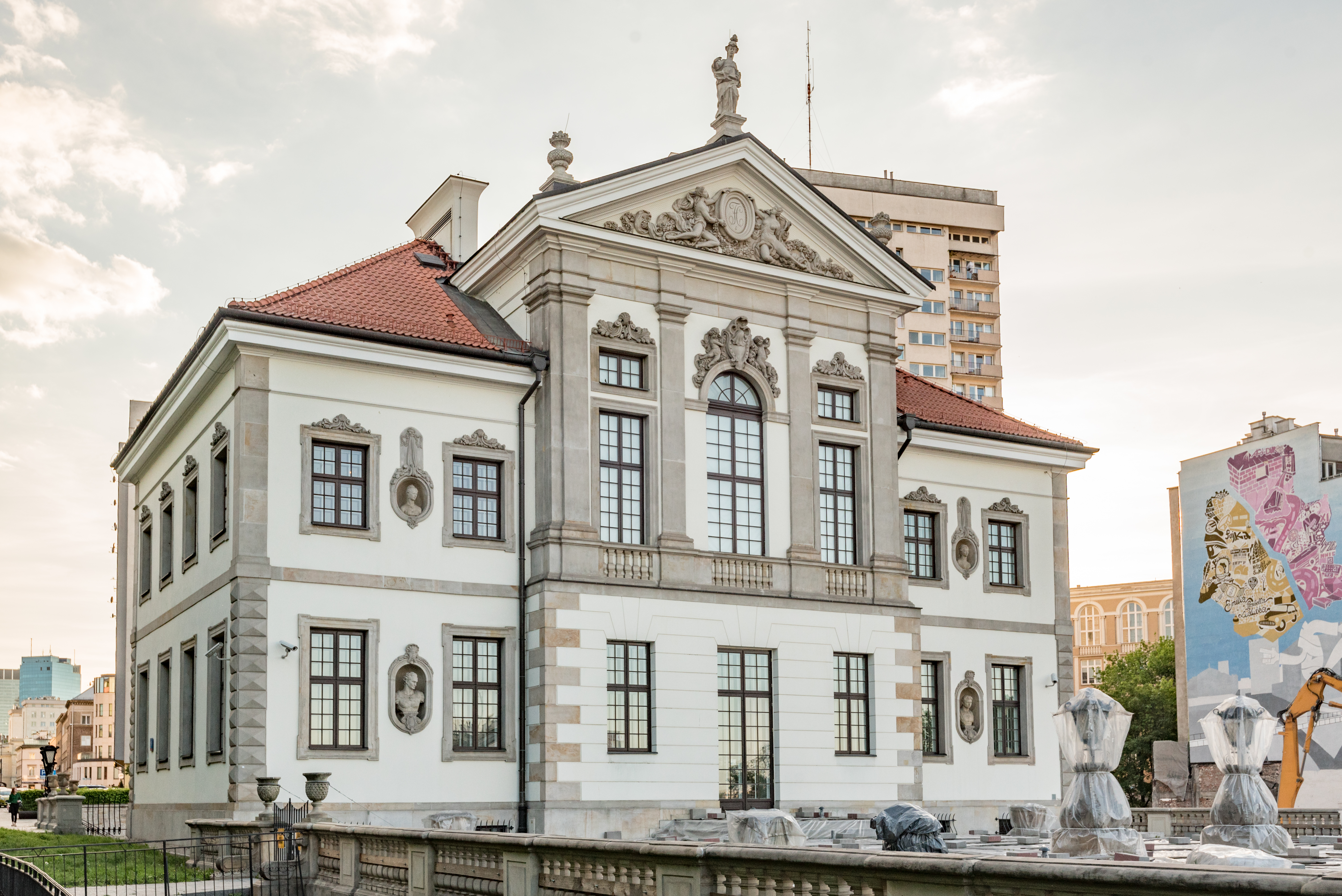
Музей Фридерика Шопена

Однією з найвідоміших осіб, що народилися у Варшаві, була Марія Склодовська-Кюрі, яка домоглася міжнародного визнання за свої дослідження радіоактивності і стала першою жінкою-лауреатом Нобелівської премії. Серед відомих музикантів — Владислав Шпільман і Фридерик Шопен. Хоча Шопен народився в селі Желязова Воля, приблизно за 60 км від Варшави, він переїхав до міста зі своєю сім'єю коли йому було сім місяців. Казимир Пуласький, польський генерал і герой американської війни за незалежність, народився тут в 1745 році.
Тамара Лемпицька була відомою художницею, яка народилася у Варшаві. Краще, ніж будь-хто інший, вона представляла стиль ар-деко в живописі та мистецтві. Натан Альтерман, ізраїльський поет, народився у Варшаві, як і Моше Віленський, композитор, лірик і піаніст, який вивчав музику у Варшавській консерваторії. Поет і есеїст Осип Мандельштам, один з видатних представників поетичної школи акмеїстів, народився у Варшаві коли вона була частиною Російської імперії. Серед інших відомих людей — Семюел Голдвін, засновник Goldwyn Pictures, математик Бенуа Мандельброт, фізик Юзеф Ротблат, біохімік Казимир Функ, Моше Прайвес — ізраїльський лікар, який був першим президентом університету Бен-Гуріона в Негеві. Варшава була улюбленим містом Ісаака Башевіса Сінгера. Відомі спортсмени з Варшави — Роберт Левандовський та Іга Свьонтек.

## Галерея

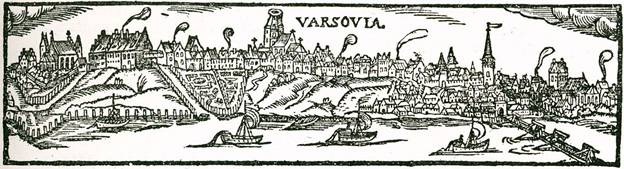
1573
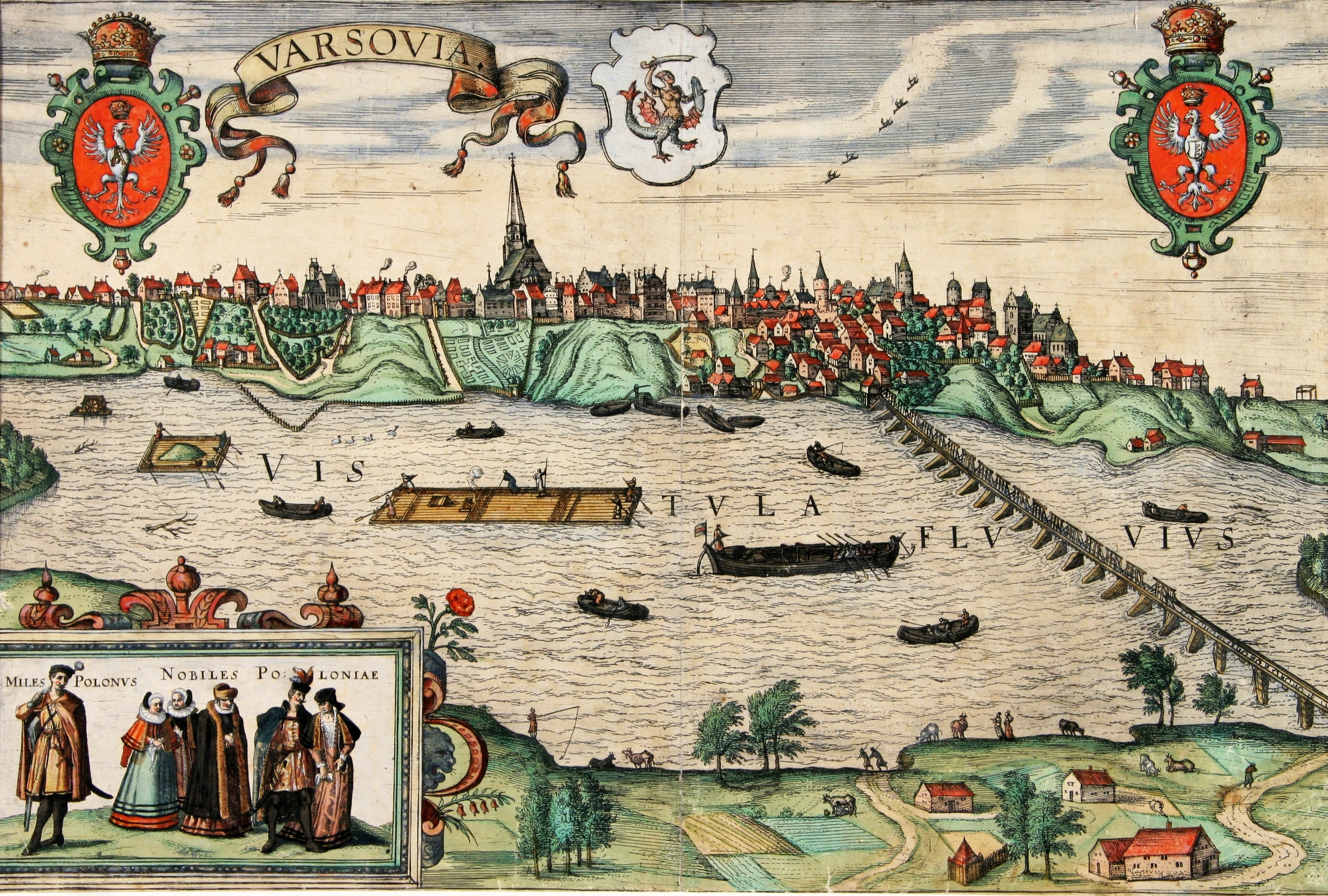
1617Франц Хогенберг
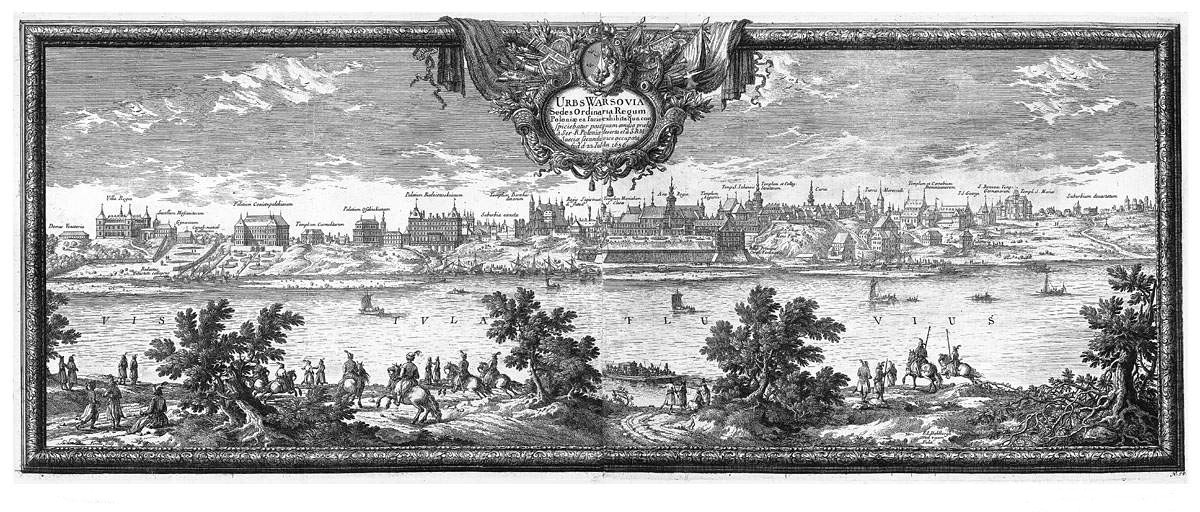
1656
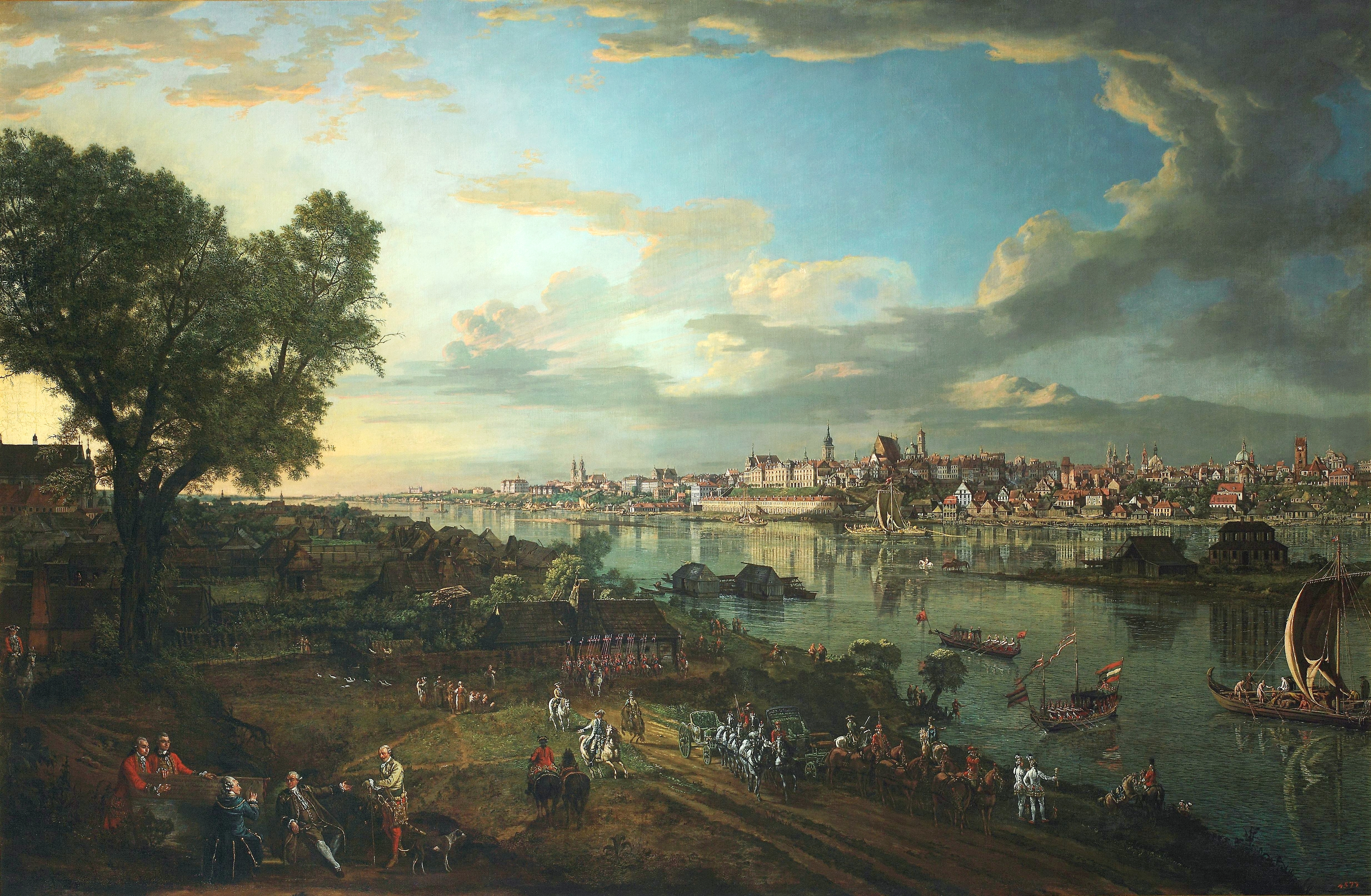
1770Бернардо Беллотто
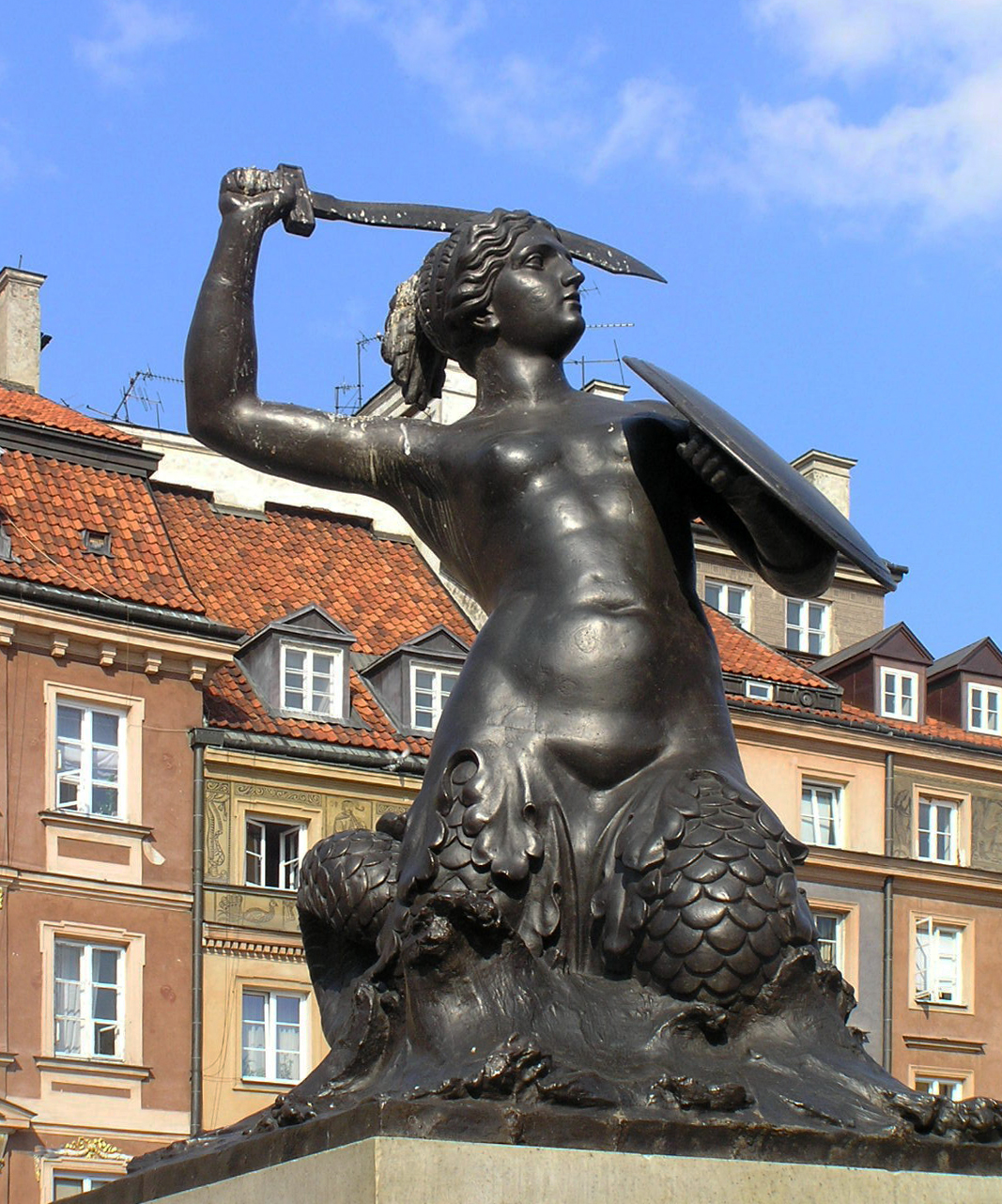
Варшавська Сирена — один з символів міста
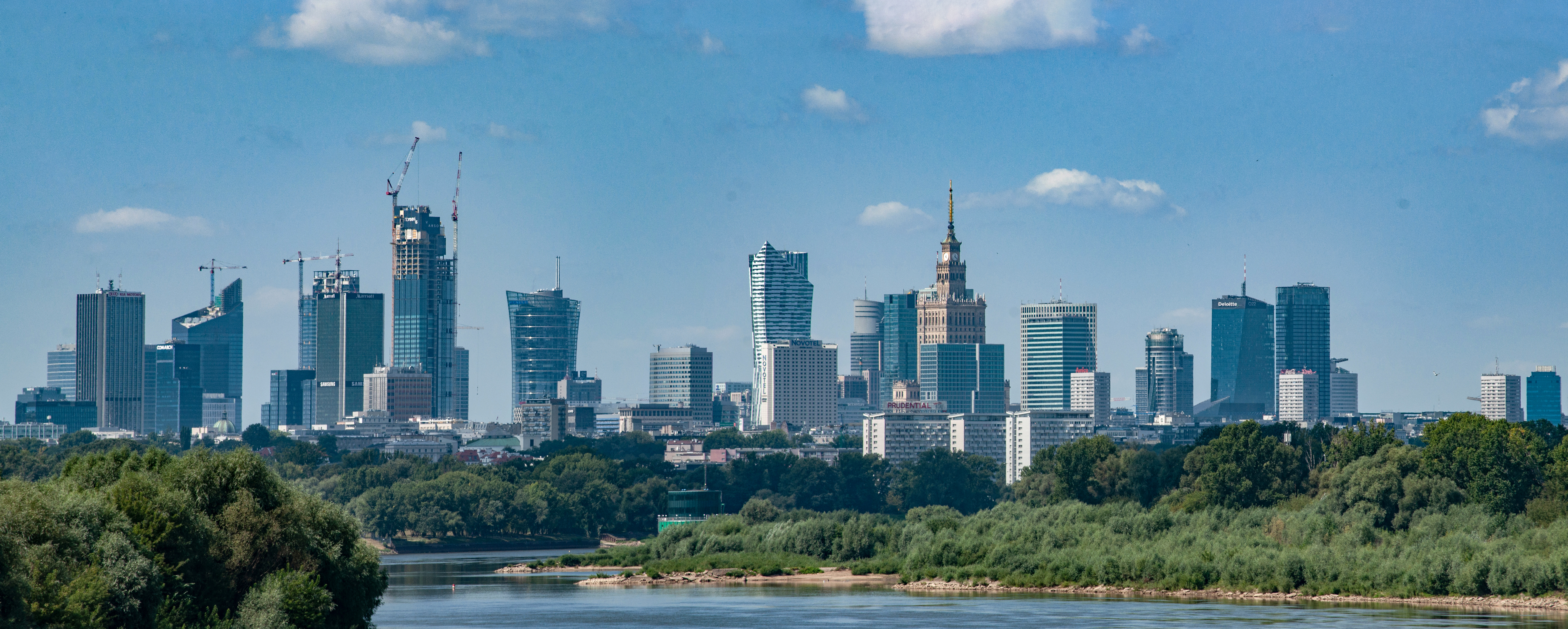
Вид на Варшаву зі Свентокшиського мосту
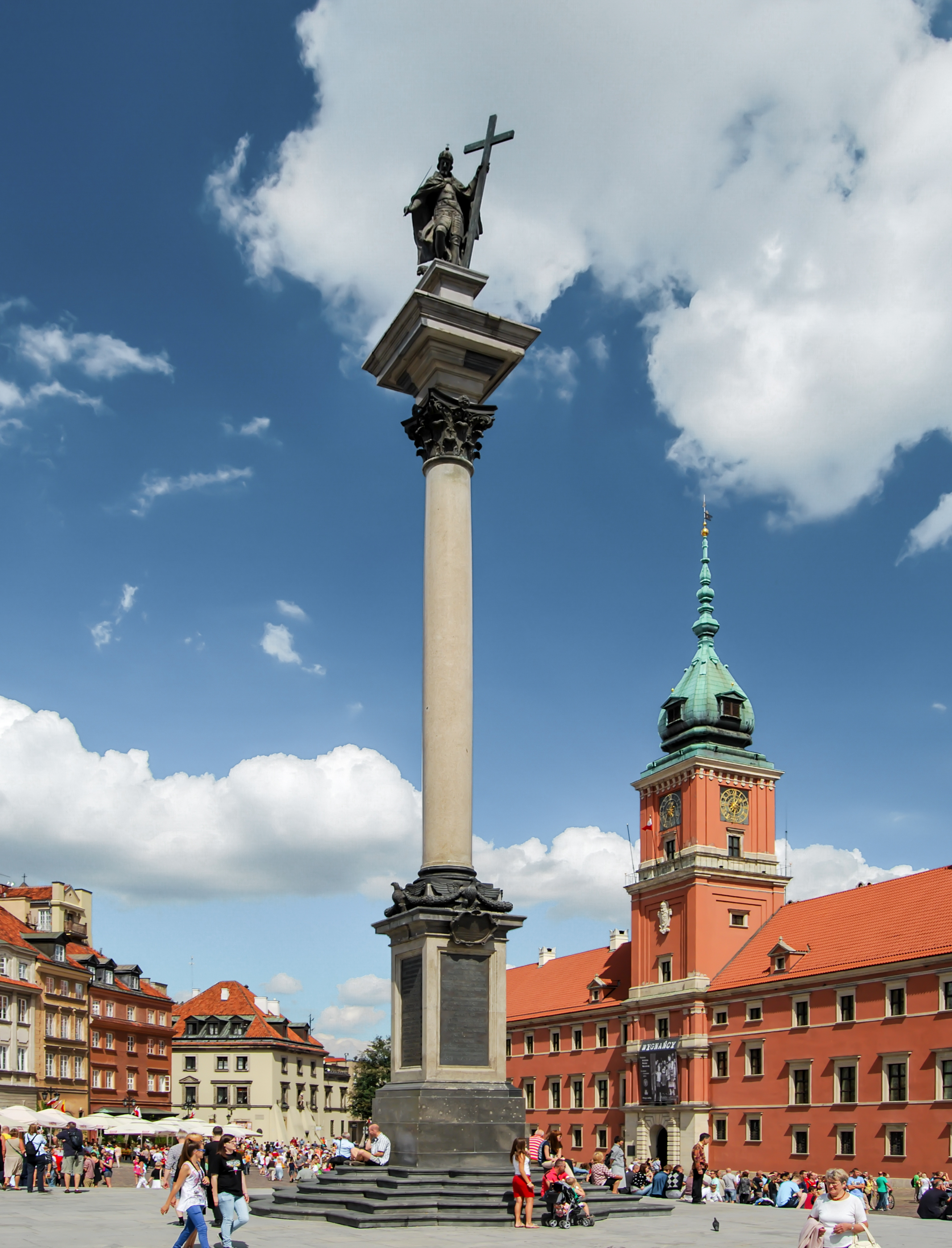
Колона Зиґмунта ІІІ Вази (проєкт - Тенцалла і Моллі, 1644)
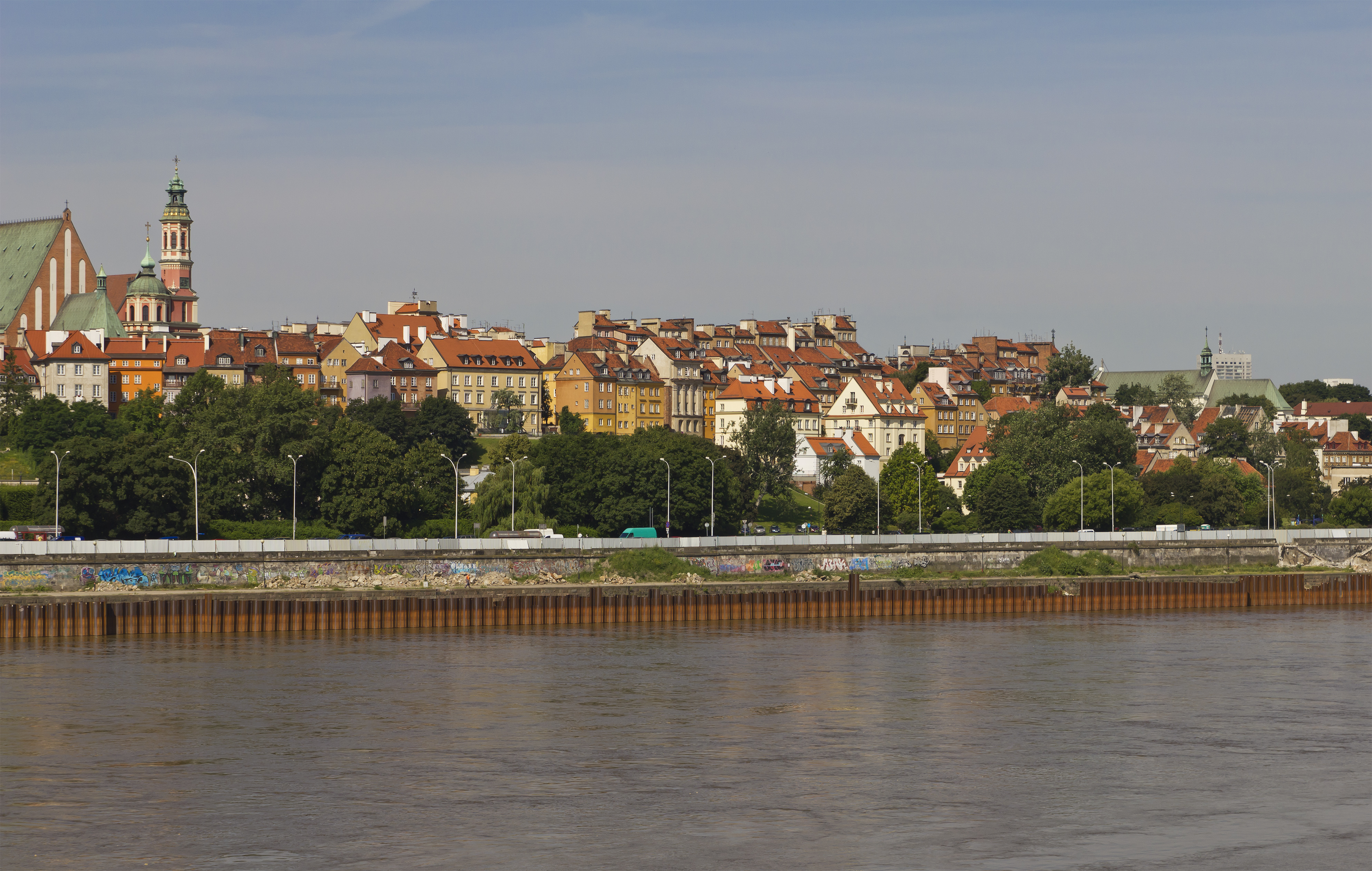
Старе Місто
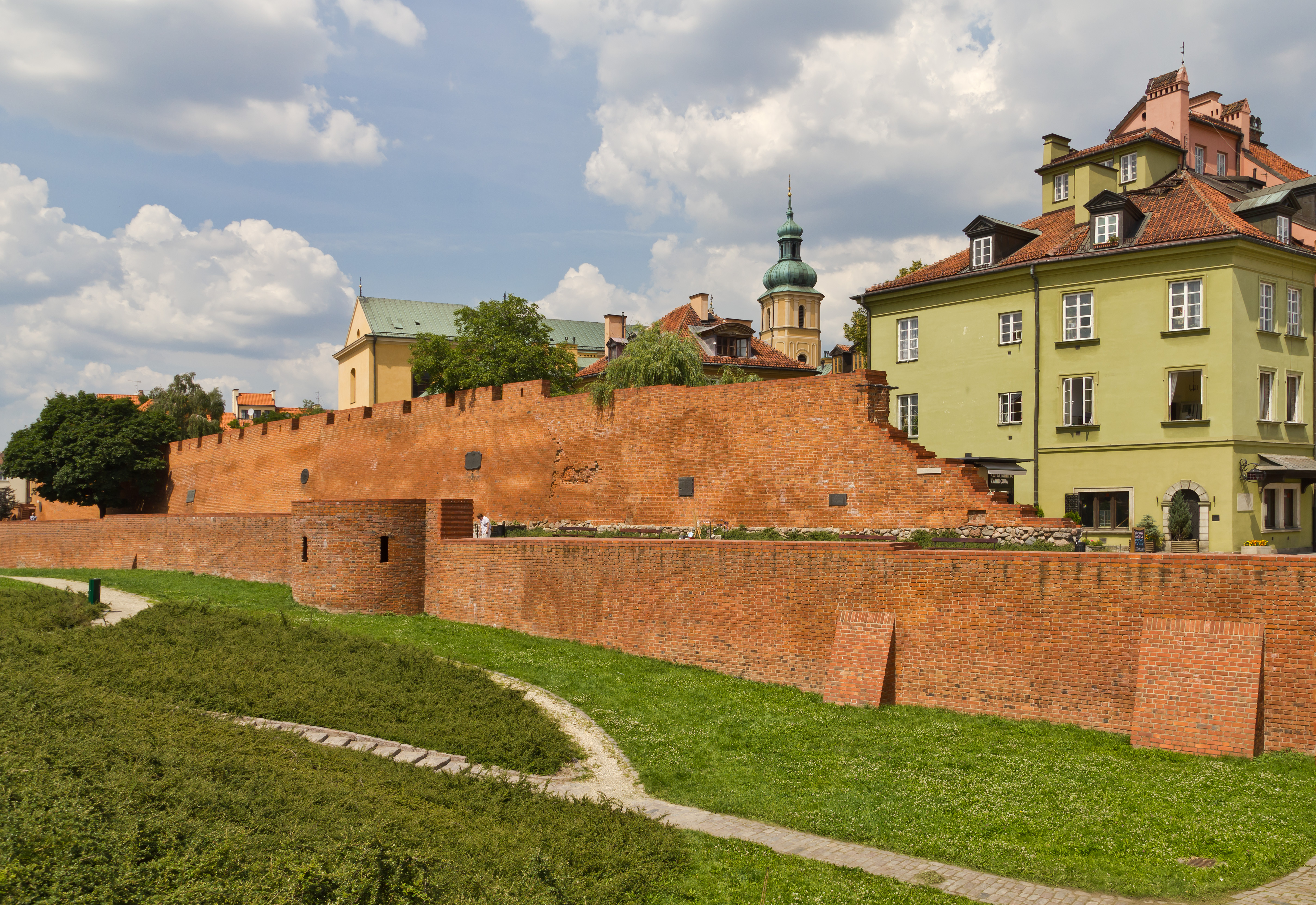
Старе Місто
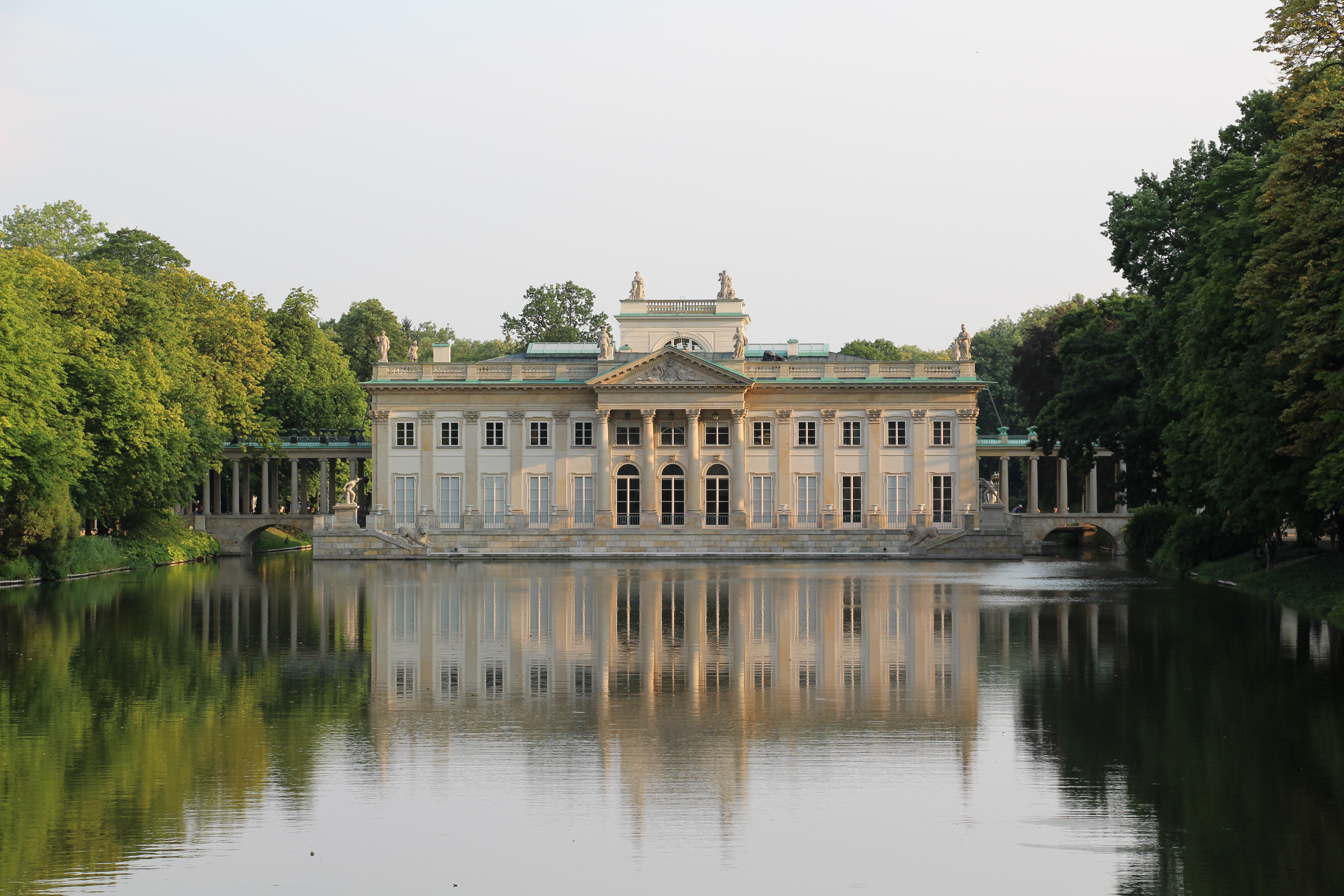
Палац Лазєнковський
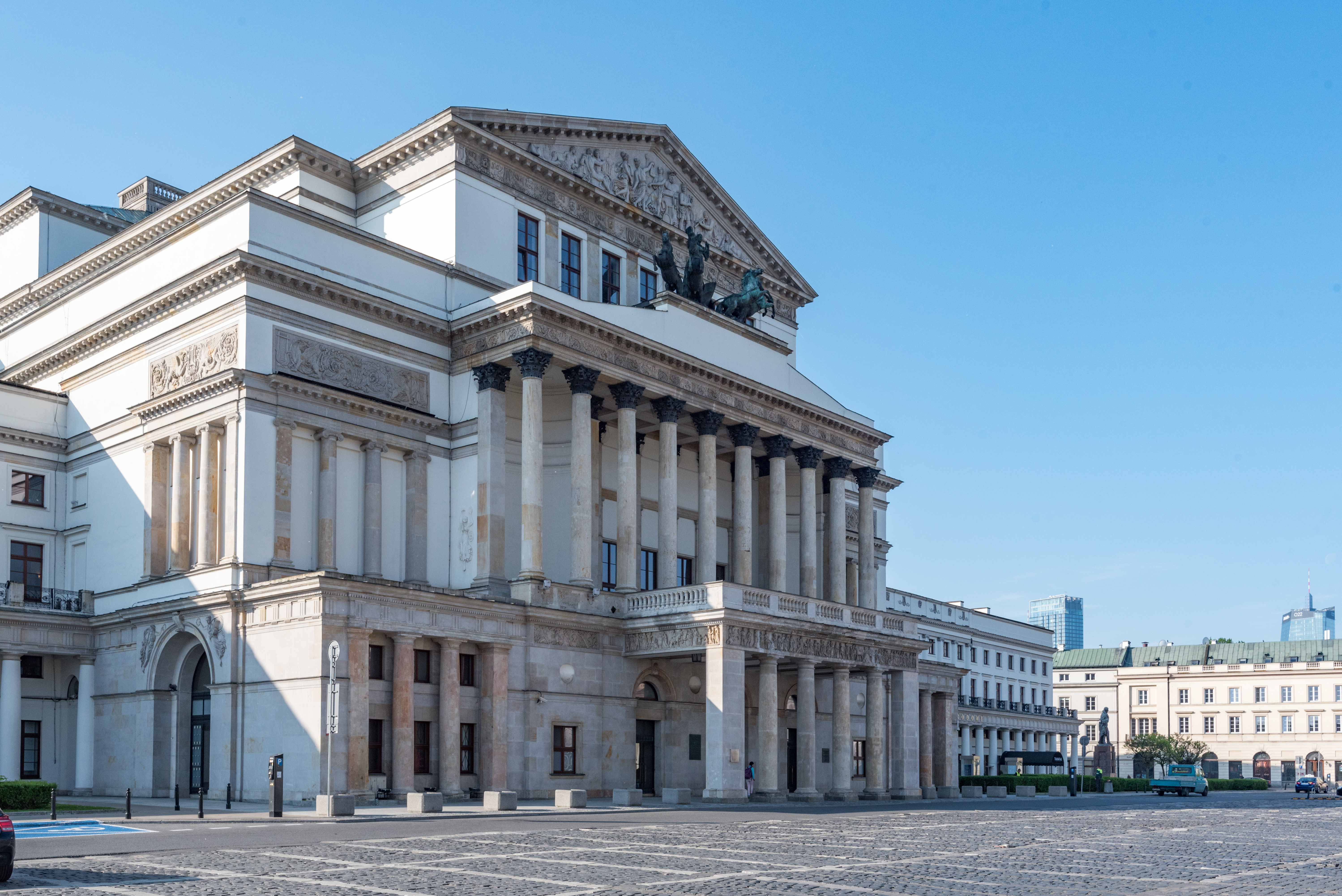
Великий Театр
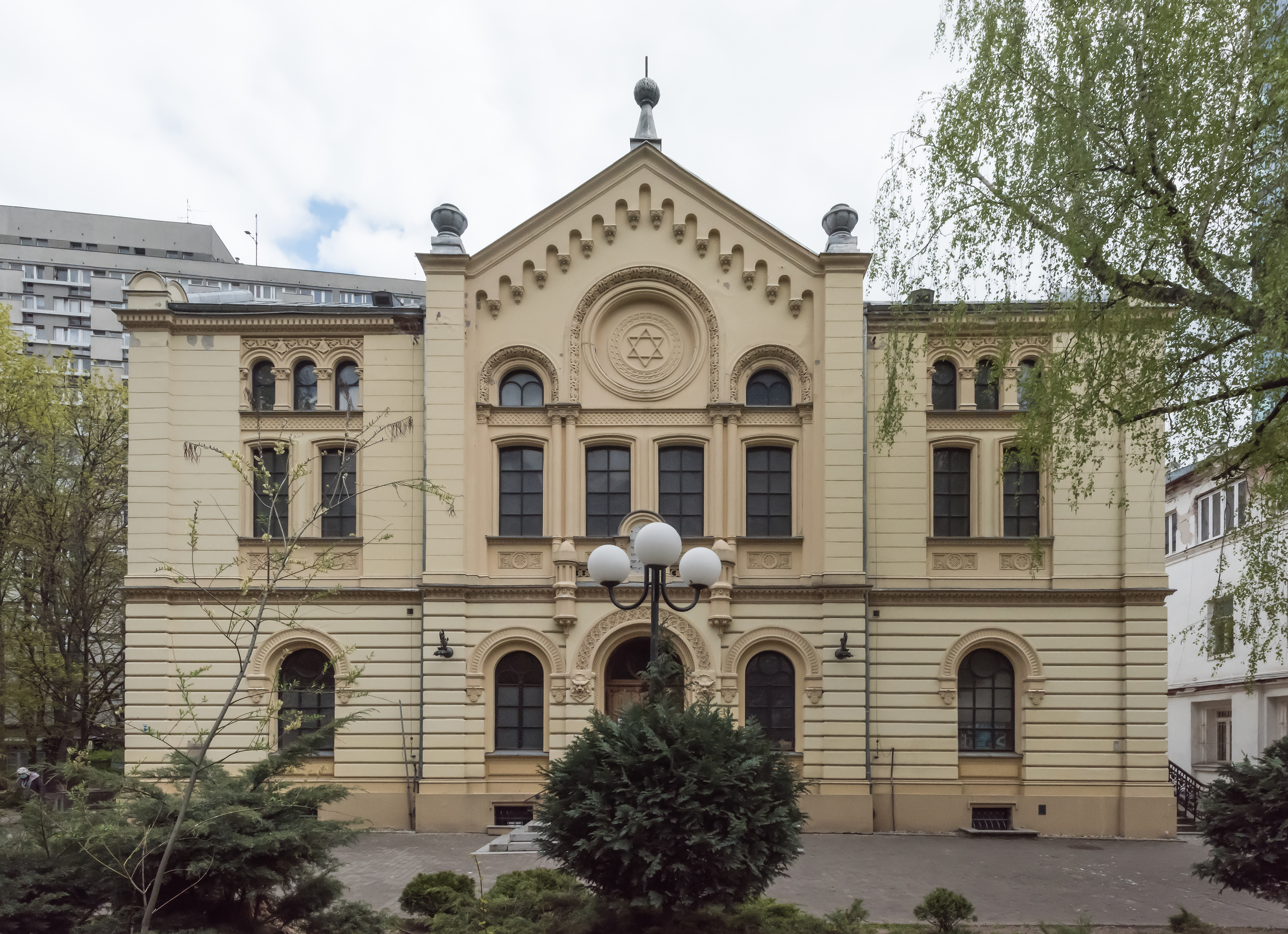
Варшавська синагога
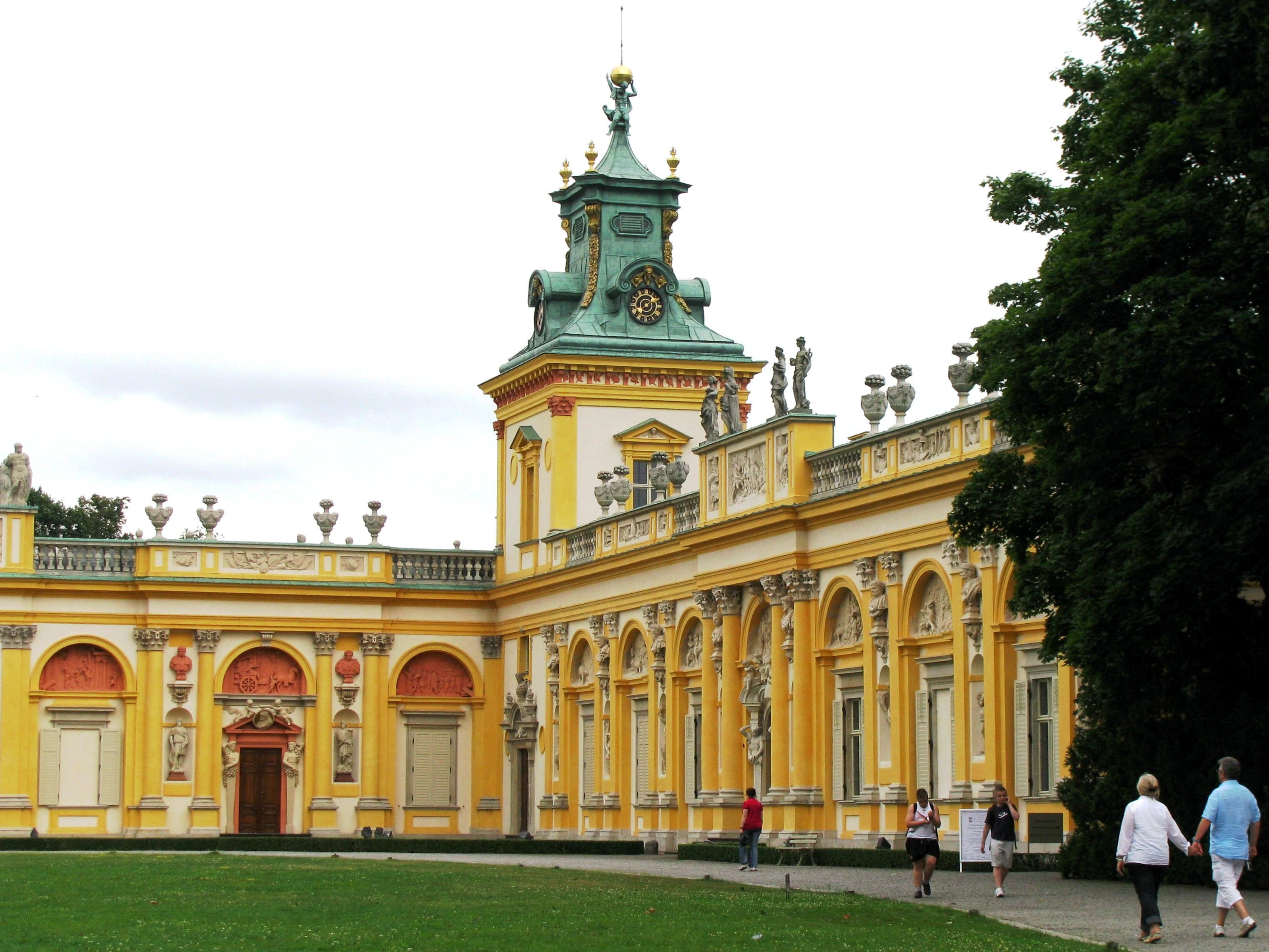
Вілянівський палац
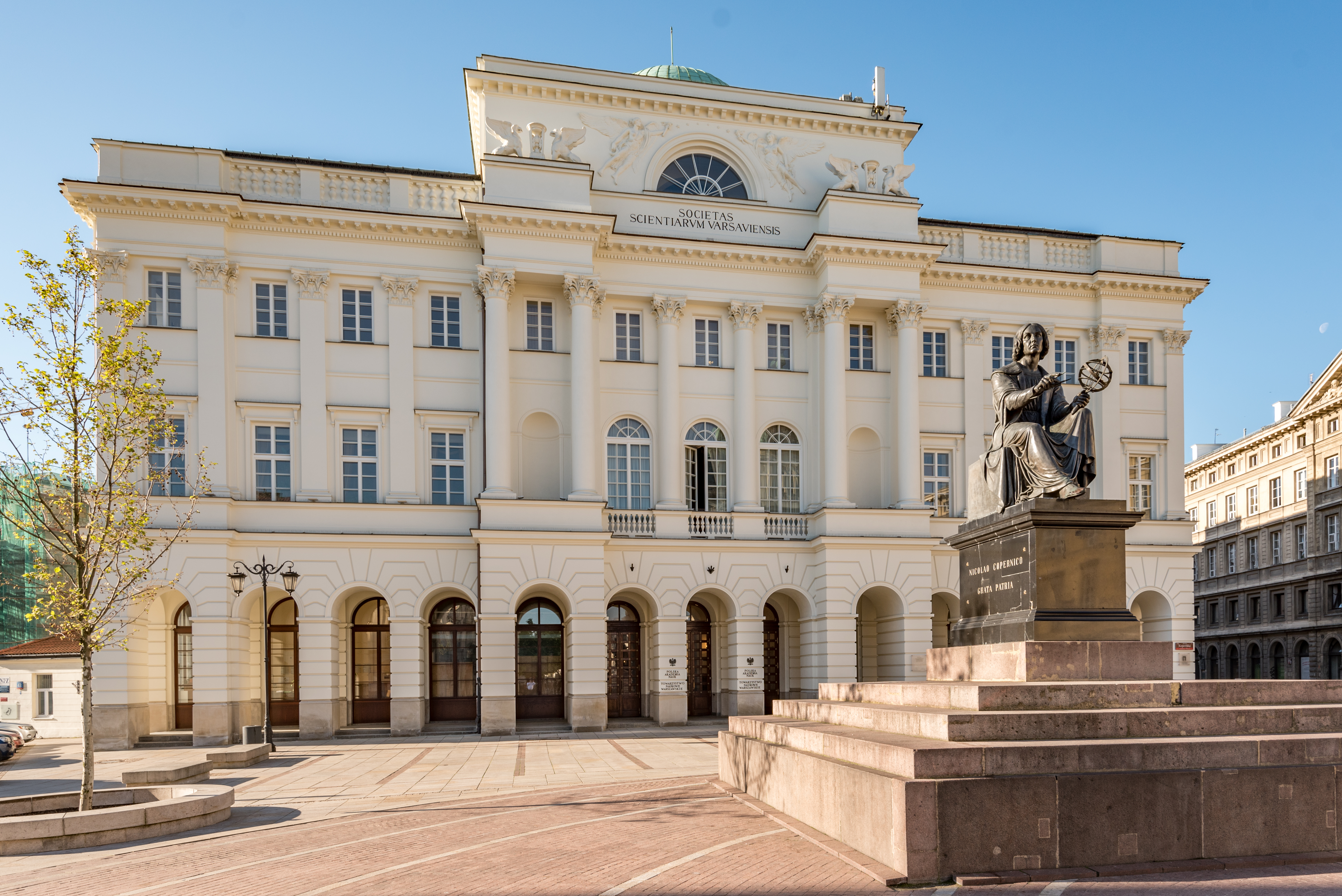
Палац Сташиця (Польської академії наук)
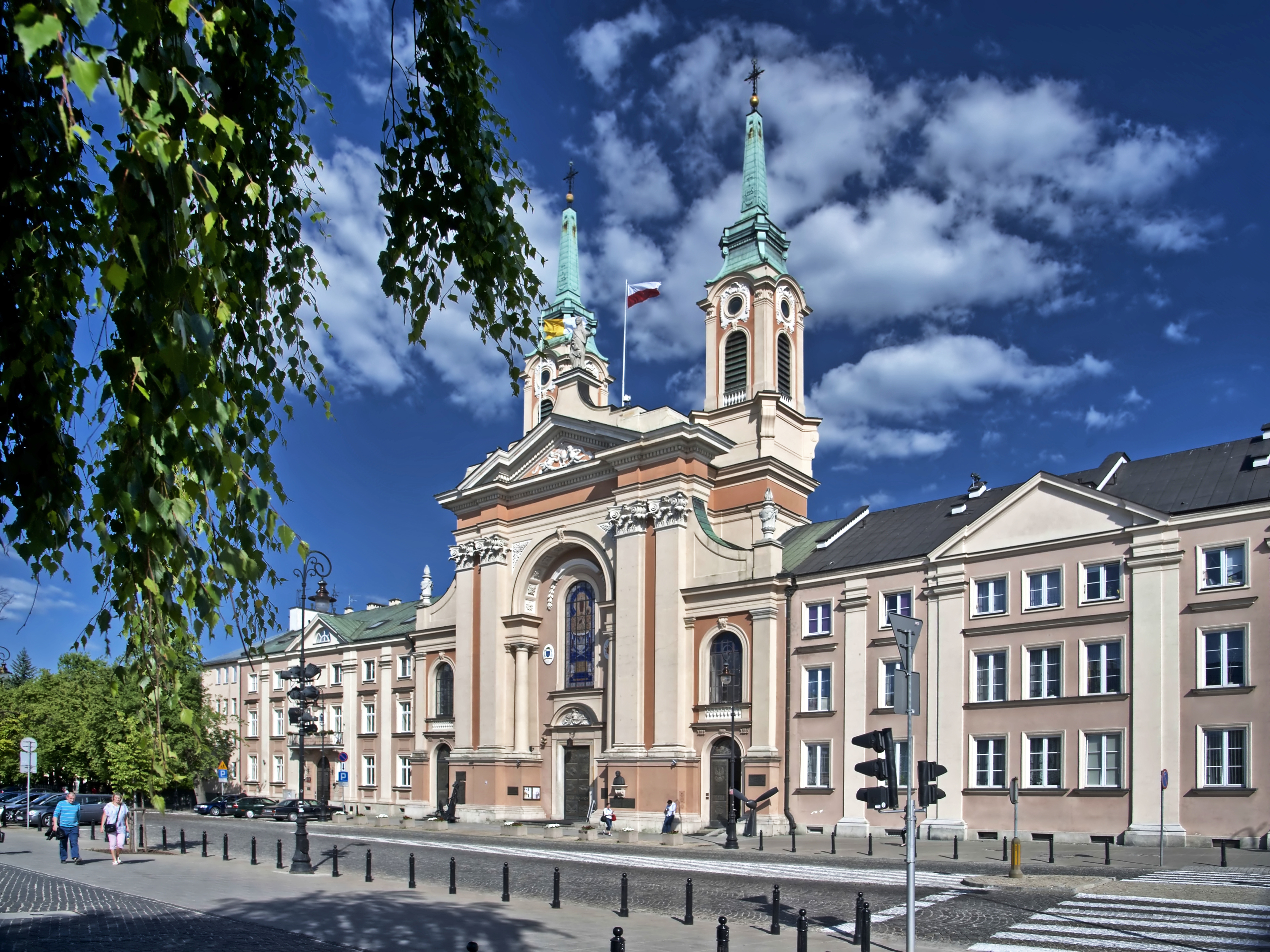
Польовий собор Війська Польського
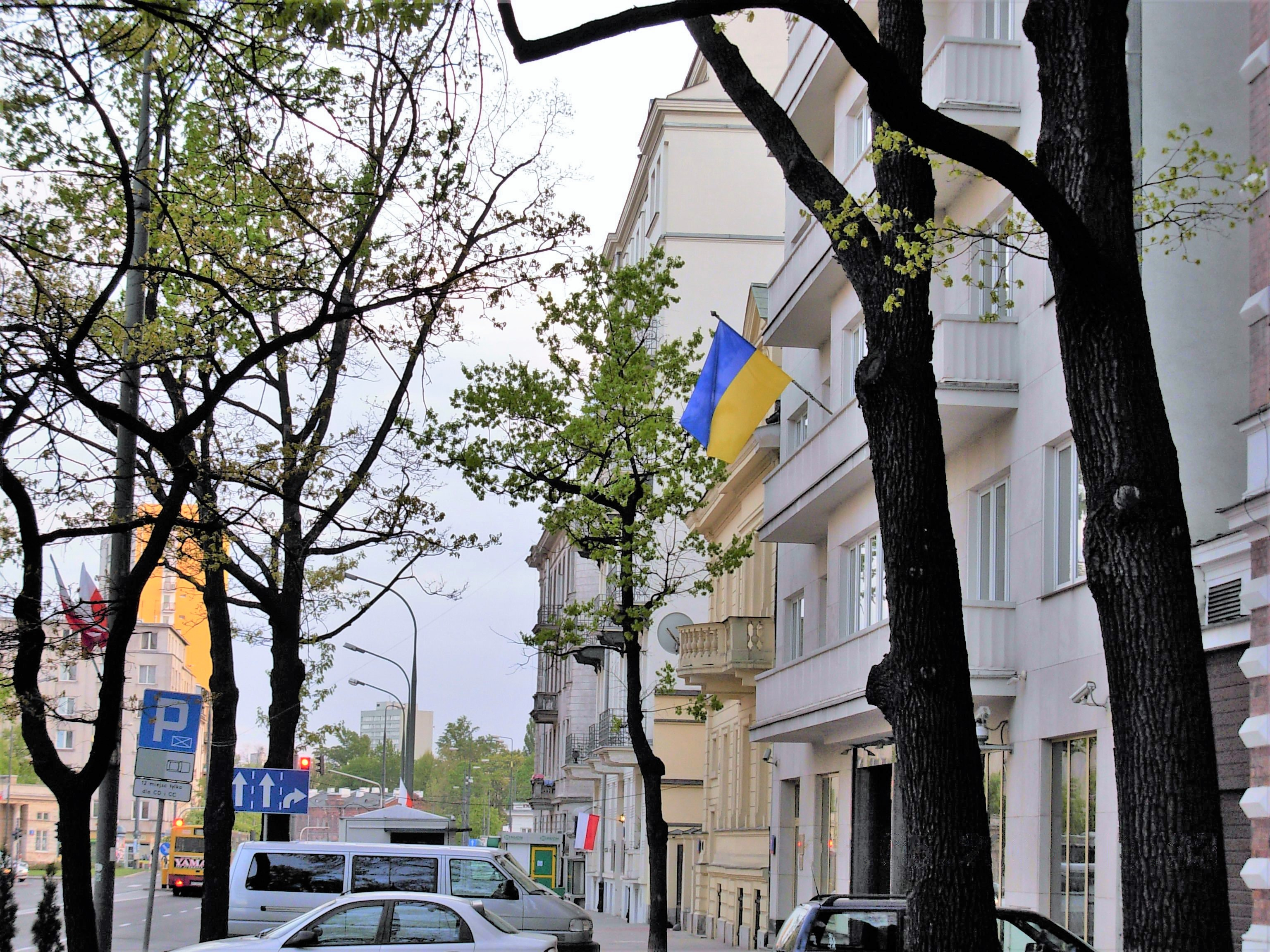
Посольство України в Польщі
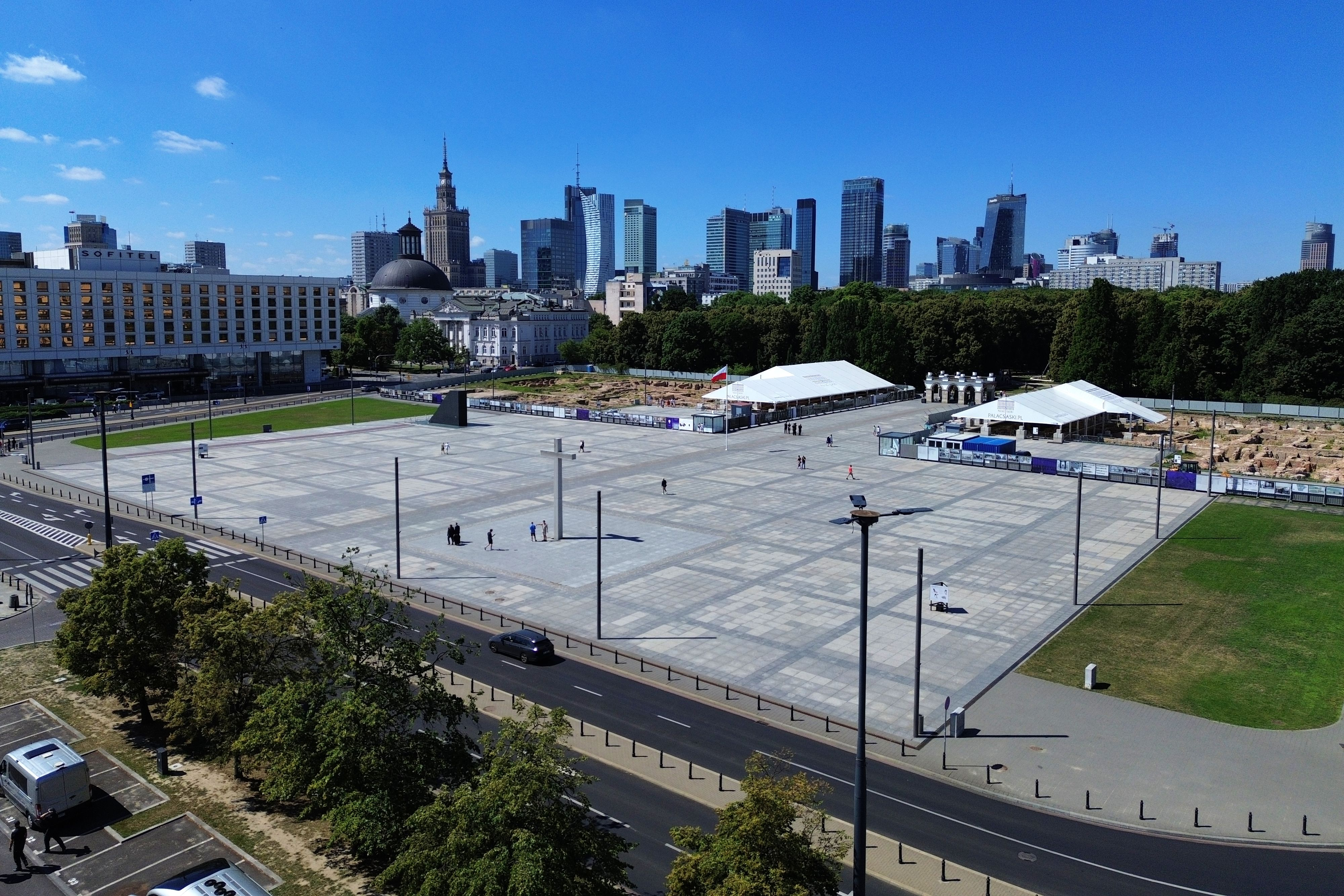
Площа Пілсудського
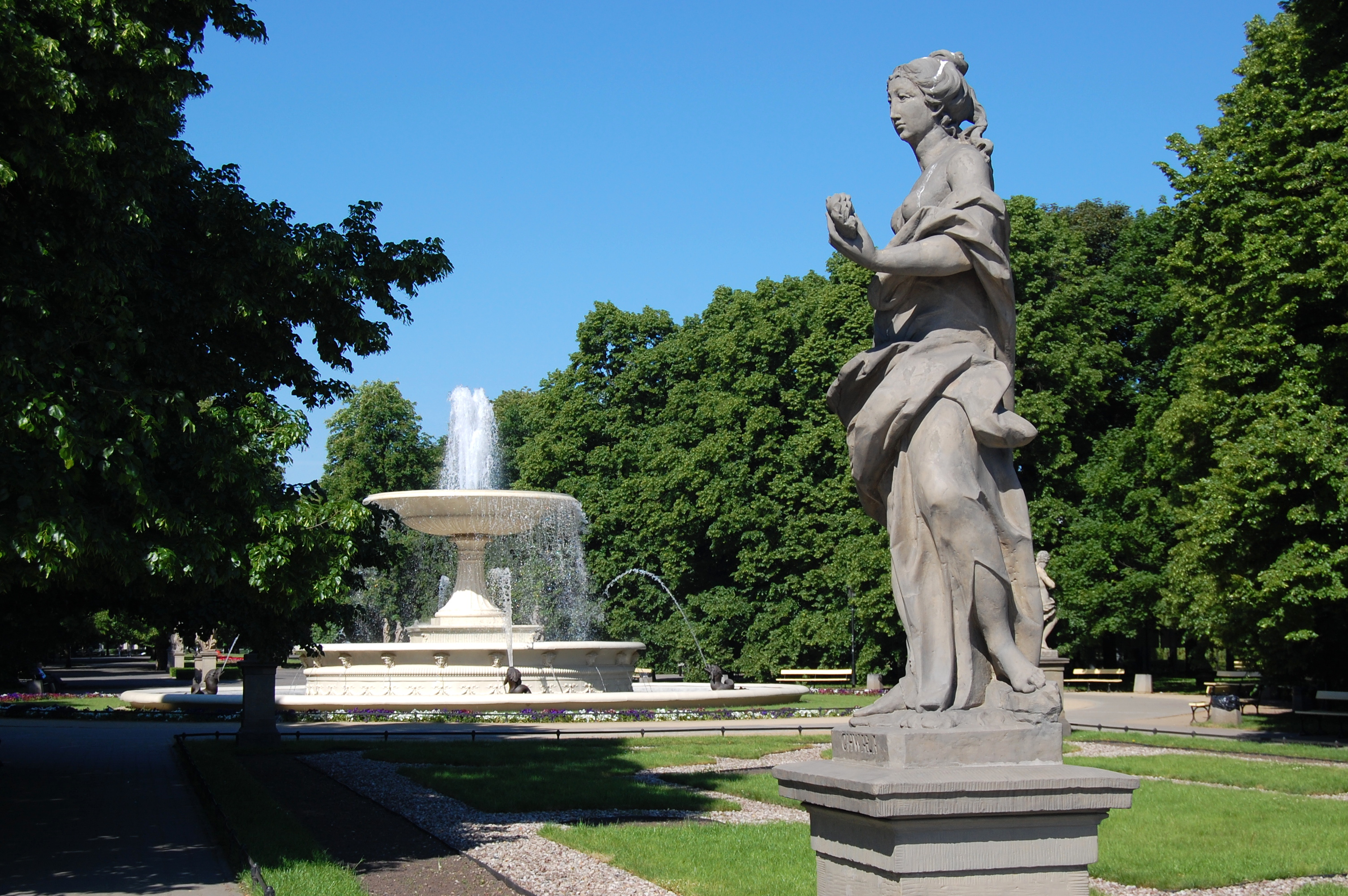
Саський парк
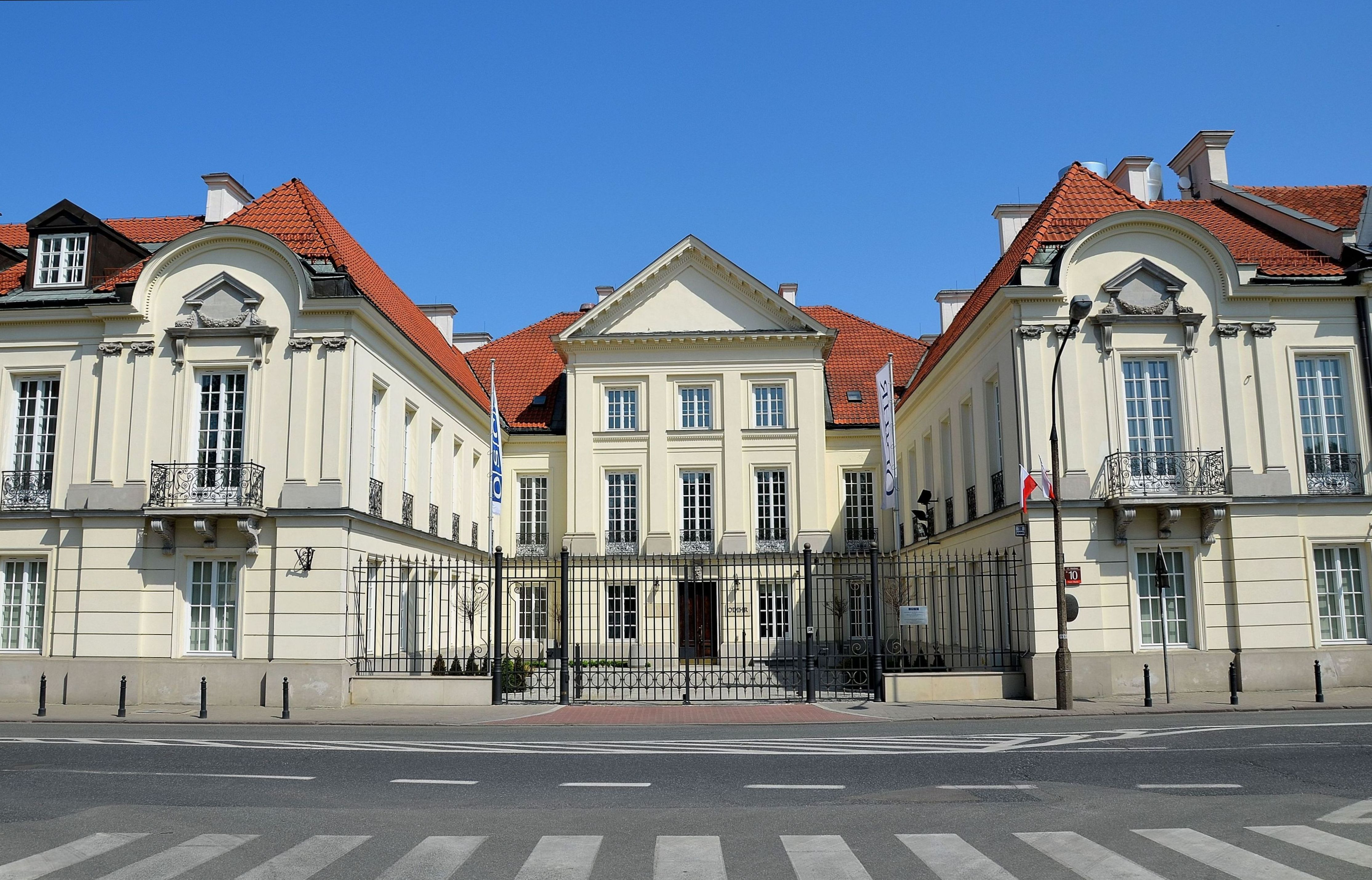
Бюро демократичних інститутів та прав людини ОБСЄ
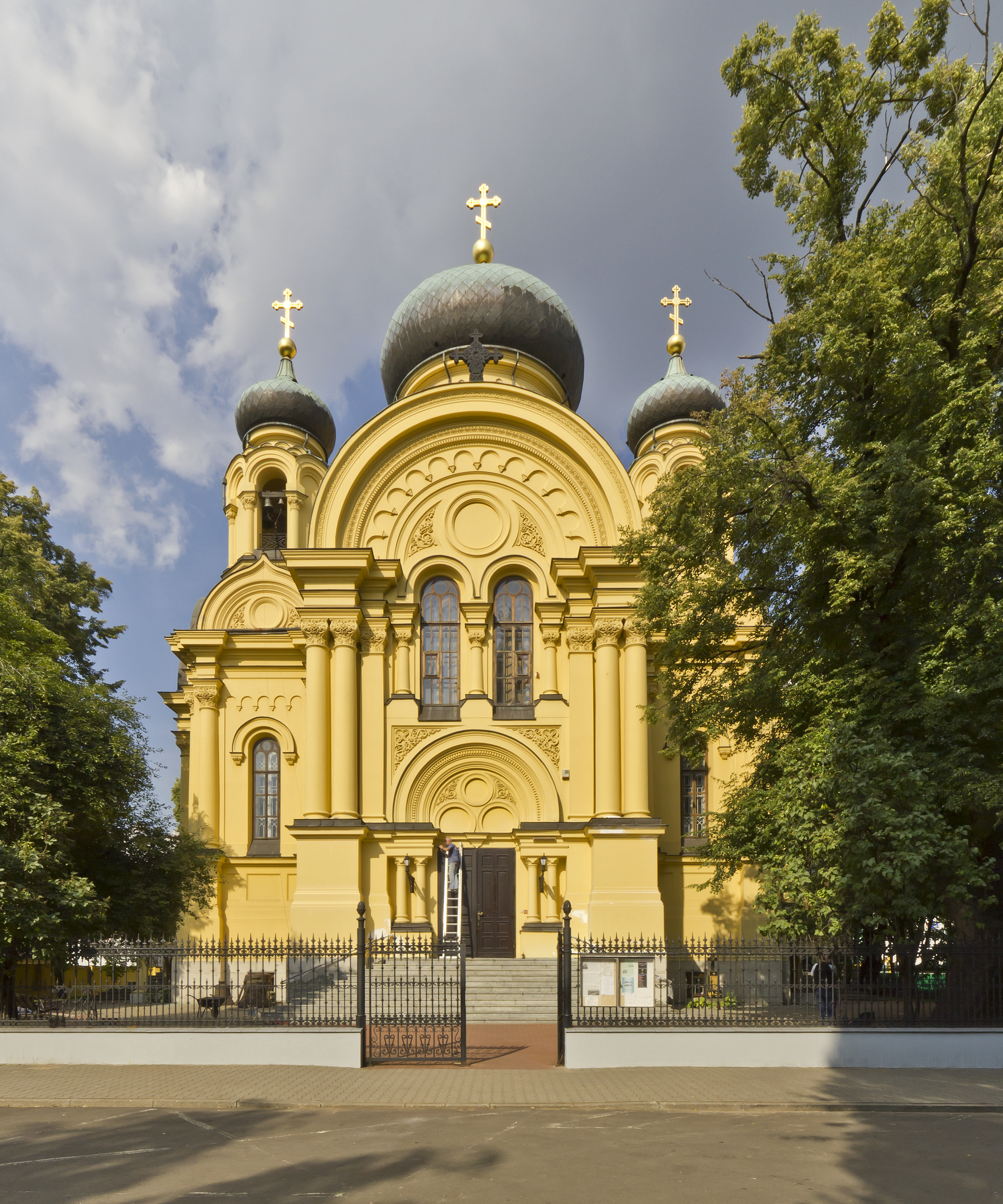
Собор Марії Магдалини
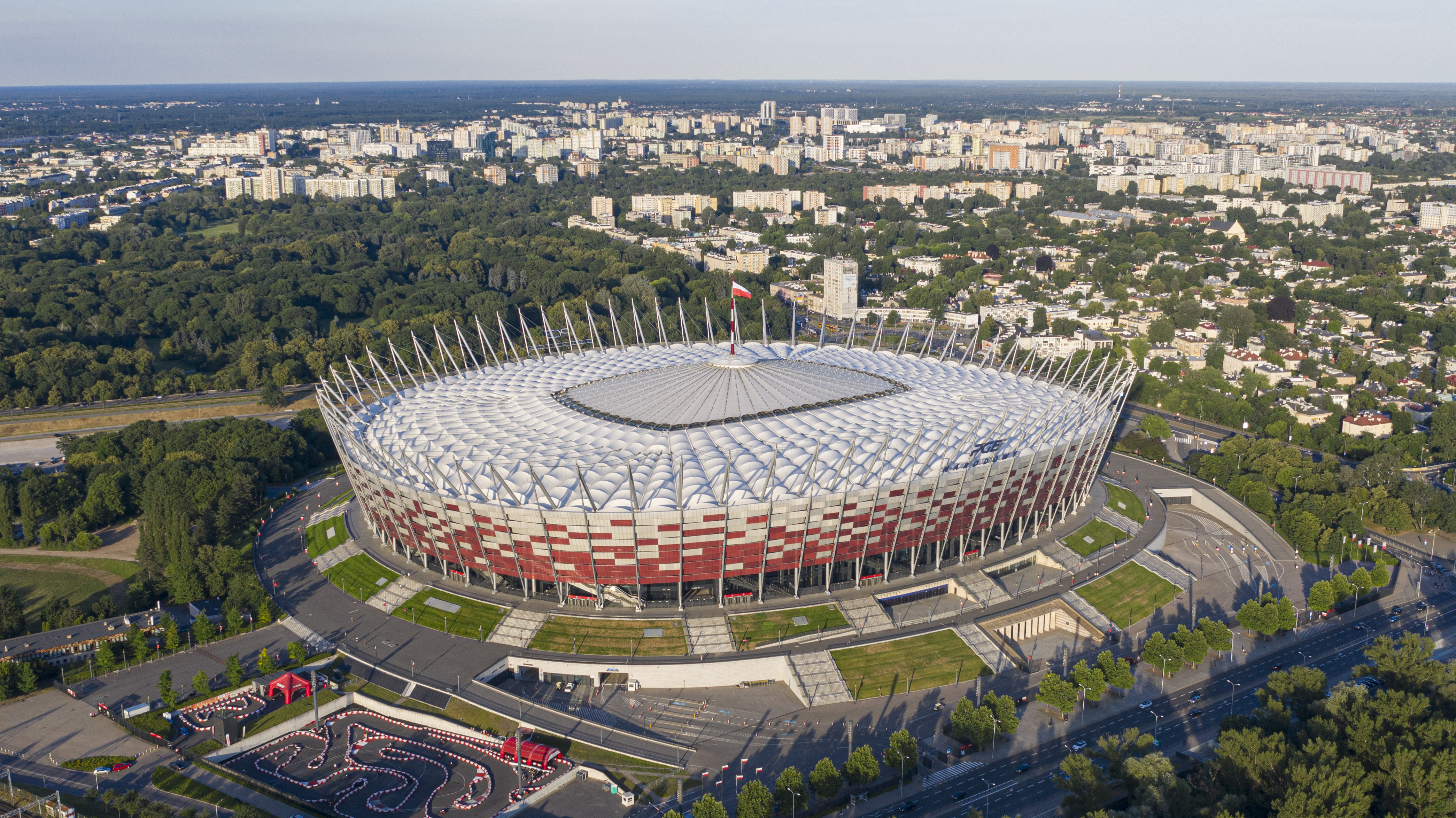
Національний стадіон
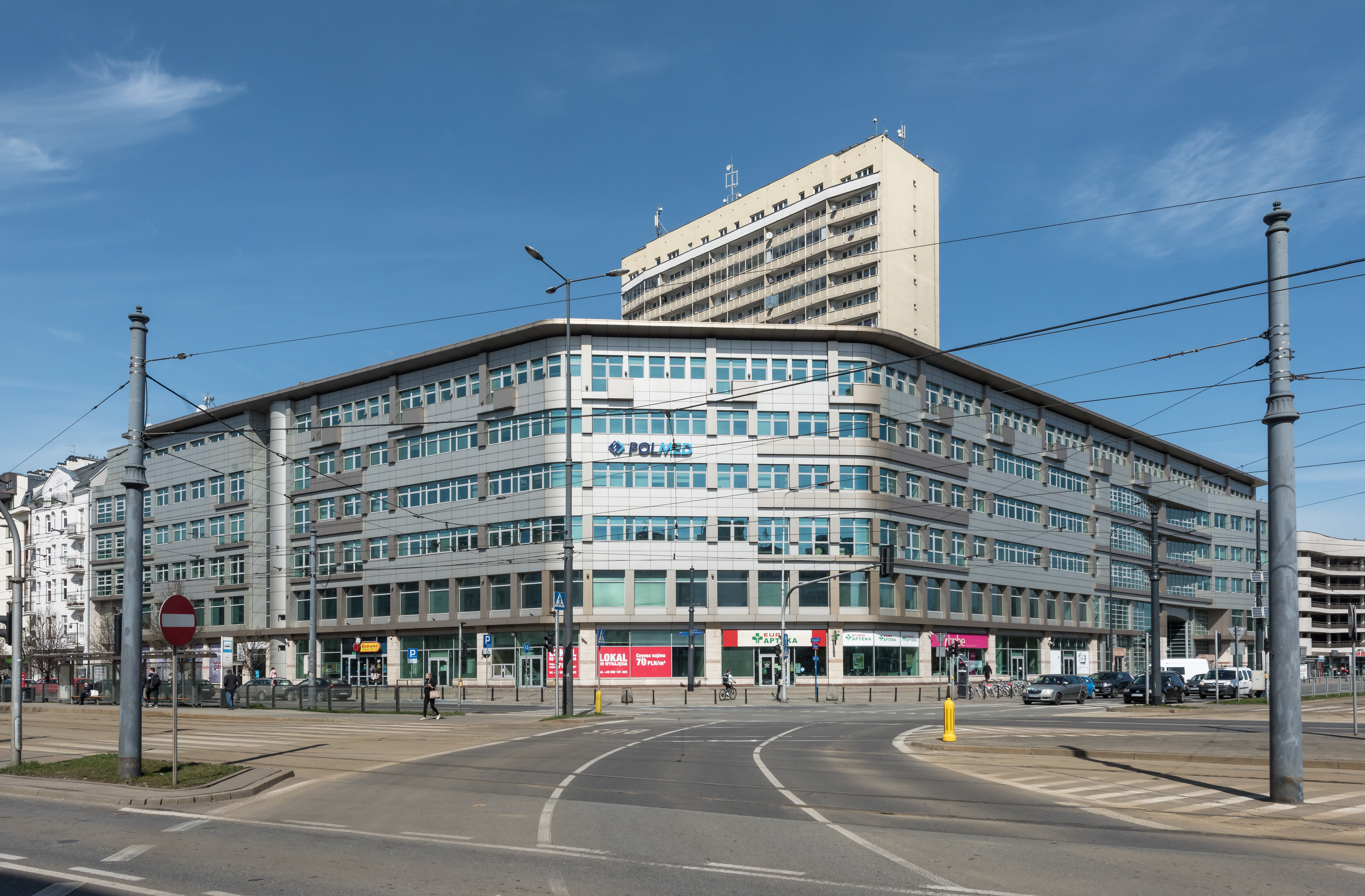
Вулиця Кийовська
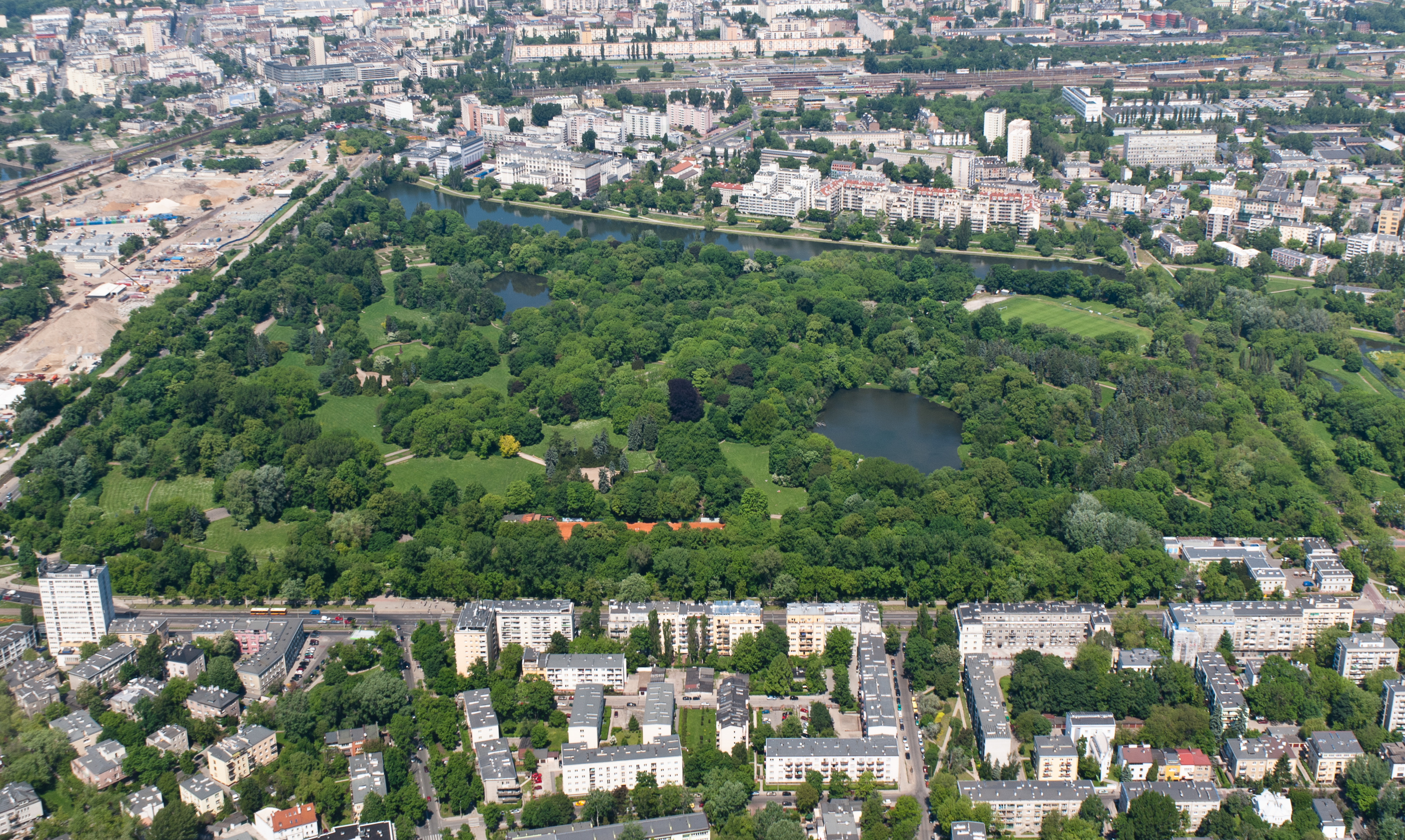
Парк Скаришевського

## Міста-побратими
- Дюссельдорф, Німеччина (1989)[70]
- Хамамацу, Японія (1990)
- Іль-де-Франс, Франція (1990)
- Торонто, Канада (1990)
- Берлін, Німеччина (1991)
- Гаага, Нідерланди (1991)
- Стамбул, Туреччина (1991)
- Тель-Авів, Ізраїль (1992)[71]
- Харбін, КНР (1993)
- Київ, Україна (1994)
- Тайбей, Тайвань (1995)
- Сент-Етьєн, Франція (1995)
- Чикаго, США (1995)
- Сеул, Південна Корея (1996)
- Ріо-де-Жанейро, Бразилія (1997)
- Вільнюс, Литва (1998)
- Ханой, В'єтнам (2000)
- Відень, Австрія (2001)
- Астана, Казахстан (2002)
- Рига, Латвія (2002)
- Будапешт, Угорщина (2005)
- Осло, Норвегія (2006)
- Мадрид, Іспанія
- Харків, Україна (2011)
- Загреб, Хорватія (2011)[72]